# Club Atlético Chalaco
El Club Atlético Chalaco, conocido popularmente como Atlético Chalaco o simplemente Chalaco, es un club de fútbol peruanocon sede en la provincia constitucional del Callao que juega actualmente en el torneo de ascenso de la Copa Perú.
Fue fundado el 9 de junio de 1902 por estudiantes del colegio Instituto Chalaco,por lo que es uno de los equipos de fútbol peruanos más antiguos.El club es el primer representante del fútbol del primer puerto del Perú, el Callao,el cual sentó las bases de los futuros clubes chalacos, pasando de ser un club escolar a ser un club profesional, ganando reconocimiento, prestigio y confianza entre el aficionado del Callao,de Lima y el Perú,puesto que hoy hay muchos clubes con el nombre de Atlético Chalaco, pero solo uno es el original y tradicional.Es conocido popularmente por diversos apodos que fueron llegando a través de las décadas como el "Campeón del Callao","la Furia Chalaca","el León Porteño", entre otros.Su vestimenta es legendaria, pues posee los colores blanco y rojo que luego tendría la selección peruana de fútbol, colores que son clásicos con cinco franjas verticales rojas sobre un fondo blanco, pantalón blanco y medias blancas con líneas horizontales rojas. Los mismos colores en su escudo que lleva el año de fundación del club.En la actualidad el Atlético Chalaco es llamado el "Patrimonio Histórico Futbolístico de la Provincia Constitucional del Callao". Posee diversos campeonatos ganados a nivel distrital, regional y nacional.Logró el campeonato de la Primera División del Perú en 1930y el de 1947.Además de cuatro subcampeonatos nacionales: 1948,1957,1958y 1979.Asimismo, fue campeón en la Segunda División del Perú en 1972,y subcampeón en el campeonato de 1971.También ha sido cuatro veces campeón de la Liga Departamental de Fútbol del Callao en los años 2000,2002,2005,2008,y dos veces subcampeón en los años 2001, 2006.Cinco veces campeón de la Liga Provincial de Fútbol del Callao en los años 1932,1934, 1935, 1966,1970,además de once veces campeón de la Liga Distrital de Fútbol del Callao en los años 1992, 1996, 1997, 2000, 2001, 2004, 2005, 2007, 2008, 2012,2022.y tres veces subcampeón en los años 2002, 2009,y 2013.
Su clásico e histórico rival es el Sport Boys Association, con quien disputa el Clásico Porteñopues ambos clubes son de la provincia constitucional del Callao, y son los más laureados clubes de esta región.También tiene rivalidades históricas con los clubes de Lima, con los cuales nació los Clásicos Lima-Callao. Entre ellos estaba primero el Association Football Club,que luego se fusionaria con el Club Unión Ciclista Peruana, para formar el Club Ciclista Lima Association, y el clásico con Alianza Lima.Ambos siendo protagonistas de encarnizados encuentros que delineaban las fronteras culturales y sociales de limeños y chalacos desde antaño.
La institución ha tenido diversas giras internacionales a varios países como a Costa Ricay la primera en viajar a Chile tras la guerra del Pacífico,ColombiaEcuador,Guatemalaentre otras naciones y partidos históricos como contra la selección de fútbol de Uruguay.También frente al Real Madrid Club de Fútbol,ante el Club Olimpia de Paraguay,el Sao Paulo,el Colo ColoMillonarios,etc. 
Los más destacados jugadores de su historiason Telmo Carbajo,
Claudio Martínez Bodero, Manuel Puente,Alfonso Saldarriaga,Enrique Salas, Antonio Maquilón,José Arana,Juan Rivero,Humberto Crescimbeni, Ernesto Morales,René Rosasco, Domingo Raffo, Félix Mina, Carlos Torres Morales, Andrés Bedoya,Nicolás Fuentes,Santiago Ojeda,Óscar Arizaga,Augusto Prado.
El veterano club porteño jugó por largas temporadas en el estadio Telmo Carbajohasta su descontinuación por la inauguración del estadio Miguel Grau.El antiguo estadio modelo, luego fue bautizado en honor al máximo ídolo del Atlético Chalaco Telmo Carbajo, el cual siempre fue el fortín de "la garra porteña". En la actualidad, el Atlético Chalaco ha vuelto a entrenar en su casa, el estadio Telmo Carbajo.
El club participa también en torneos de menores que realiza la Federación Peruana de Fútbol esmediante sus escuelas de menores y juveniles Sub-12, Sub-15 y Sub-17 y academias formativas de 3 a 11 años,de fútbol femenino,fútbol mástery E-Sports.

## Historia

### Fundación

Publicación Comercial diario la Prensa de 1919

A inicios del siglo XX los estudiantes de los centros educativos del Callao se reunían en la Pampa del Mar Bravo para practicar críquet y fútbol.Jesús Felipe Martínez y Roberto W. Suárez, alumnos del recién fundado Instituto Chalaco, decidieron formar un club deportivo y para ello, junto a otros jóvenes de dicho instituto, se reunieron en mayo de 1902 en casa del estudiante Héctor Viñas. Tras sugerirse varios nombres para bautizar el club fue el propio Viñas quien propuso el nombre de Club Atlético Chalaco. El 9 de junio del mismo año se fundó esta centenaria institución en la calle Marco Polo N.º 19, casa del Capitán de Navío Don Federico Rincón, padre de uno de los alumnos fundadores. Ese mismo día se eligió una directiva provisional que fue presidida por Roberto W. Suárez y se designó como Presidente Honorario a Augusto Cazorla, subdirector del Instituto. Su primer local se ubicó en los altos de una casa situada en la calle Washington N.º 138. En agosto se formó la primera directiva cuyo presidente fue César Rivera, quien a la vez era el capitán del equipo.

### Acta de fundación
Reunidos en el Callao, en el domicilio del Capitán de Navío don Federico Rincón, calle Marco Polo N.º 19, el día 9 de junio de 1902, los señores Roberto W. Suárez, Alberto Rincón, Guillermo Constantino Dodero, Jesús Felipe Martínez, Pedro Arris, Carlos M. Becerra, Fortunato Corzano, Alberto Pautrat, Manuel Aguirre y Víctor Vargas, alumnos del "Instituto Chalaco", acordaron la formación de un club sportivo, que denominaron "Atlético Chalaco", en honor del plantel que eran alumnos y bajo cuyos auspicios se fundaba.
A continuación se propuso el nombramiento de un Presidente provisorio, habiéndose elegido por unanimidad al señor Roberto W. Suárez, quien se hizo cargo inmediato de la presidencia y quien propuso a la consideración de la Junta los siguientes acuerdos:
- Nombrar presidente honorario perpetuo del club al subdirector del "Instituto Chalaco", bachiller don Augusto Cazorla.

- Considerar como socios fundadores a todos los señores que ingresarán al club en este mes de junio.

Habiéndose acordado ambas proposiciones por aclamación, la Junta Directiva acordó el nombramiento de una Comisión compuesta por los señores Roberto W. Suárez, Guillermo Constantino Dodero y Alberto Rincón, para poner en conocimiento del señor Bachiller don Augusto Cazorla el nombramiento recaído en su persona. Después de los acuerdos citados, el señor Presidente levantó la sesión, sentándose enseguida la respectiva acta de fundación que firmaron todos los presentes: Víctor Vargas, M. Aguirre, Federico Rincón, Carlos Becerra, Alberto Pautrat, R. W. Suárez, Alberto Rincón, Constantino Dodero, Jesús Felipe Martínez, P. Arris, F. Corzano

### Primeros años
Su primera actividad deportiva fue un 24 de septiembre del año 1902 enfrentando al club chalaco Sport Victoria en Críquet logrando un triunfo. El 30 de septiembre ambos equipos jugaron un partido de fútbol que terminó 1-0 a favor del Victoria. Al año siguiente 1903 empezó a participar en el Campeonato de Fiestas Patrias que organizaba la Municipalidad del Callao los días 28 y 29 de junio en la Pampa de la Mar Brava entre equipos chalacos de la época como el Club Libertad del Callao, el Club San Martín, el Club Morro de Arica entre otros. Ya en su segundo año 1904 había conformado un equipo de estrellas con: Enrique Fajardo, en el arco; Pedro Ureta, los hermanos Oscar y Luis Morales, Manuel Alberto Serreno, Emilio Jiménez, Manuel Chamorro, Oscar Ramírez, los hermanos Vélez Salazar, Humberto Forno, Davis y Ambrosio Dodero.
En 1904, 1905, 1908 se jugaron varios partidos con un club llamado Club Sportivo Alianza, se creyó por mucho tiempo que este club era el actual Club Alianza Lima, pero según la investigación hecha por los historiadores se determino que este club solo tenía el nombre similar, pues para la época era común en los primeros clubes de fútbol de Lima usar estos dos términos de Sport y Alianza
En 1907 logra ser campeón tras varias participaciones en el campeonato de fiestas patrias organizado por la Municipalidad del Callao.Por el año 1908 logra formar un gran equipo, que permaneció imbatible en varias temporadas. Lo formaban: Arístides Veyan, Luis Morales, Alfonso Gallardo, Jesús Martínez, Erasmo Elías, Nicolás Zevallos, Pedro Ureta, Humberto Ruiz Hinojoza, Esteban Paz de la Vega, Lizandro Gallardo y Héctor Viñas. Y entra al camino de la fama Claudio Martínez Bodero en el año 1909. Ya Carlos Carpio está de arquero, con Lizandro Gallardo y Juan Carpio, Luis Soto, Nicolás Zevallos, Telmo Carbajo,Luis Gutiérrez, Alfonso Gallardo, Bartolomé Atanasio y Paz de la Vega. Cabe resaltar que Telmo Carbajofue el jugador que brillo en el fútbol peruano de la época.Vuelven a coronarse campeones del campeonato de la Municipalidad del Callao por fiestas patrias.
Es en estos años de 1908 y 1909 donde empieza la gran rivalidad limeña-chalaca naciendo así los Clásicos Lima-Callao primero entre el Association Football Club y el Atlético Chalaco, partidos que muchas veces terminaba en batallas campalesy luego en los años 20 con el Club Alianza Lima que es el sucesor de este antiguo clásico.
En 1910 logra el bicampeonato en el campeonato de fiestas patrias de la Municipalidad del Callao al vencer en la final al Sport Bolognesi, mostrándose así como el mejor club del puerto peruano. En noviembre de ese año se realizó el campeonato pro - Monumento Jorge Chávez, con el fin de recaudar fondos en honor al aviador caído en los alpes italianos. Fue el Unión Cricket que dio la iniciativa para realizar este evento. El campeonato fue con seis clubes, el Unión Cricket, el Club Unión Callao de Deportes, Club Leoncio Prado, Association Football Club, Club Jorge Chávez Nr. 1 y Atlético Chalaco, campeonato que fue suspendido hasta mediados del año 1911 debido a las fiestas de fin de año y el verano. Al reanudarse el campeonato llegaron a la final el Unión Cricket y el Atlético Chalaco, venciendo el león porteño, confirmando así su título de campeón del Callao al alzar una nueva copa.

### La Liga Peruana de Fútbol
En 1912 se funda la Liga Peruana de Fútbol y el Atlético Chalaco recibe una invitación para participar en el primer Campeonato de Fútbol pero el club declinó de participar,y donde resultó campeón el Lima Cricket and Football Club, el club más antiguo del Perú y de América. Sin embargo algunos futbolistas del Atlético Chalaco jugaron para algunos clubes de la naciente Liga Peruana de Fútbol como por ejemplo Claudio Martínez Bodero que jugó en el Miraflores Sporting Club en el Campeonato Peruano de Fútbol de 1912, Telmo Carbajo en el Club Jorge Chávez Nr. 1 con el cual salió campeón en el Campeonato Peruano de Fútbol de 1913. y Víctor Alcalde que fue campeón con el Club Alianza Lima, cuando todavía se llamaba Sport Alianza, en el Campeonato Peruano de Fútbol de 1918 y en el Campeonato Peruano de Fútbol de 1919.

### Mas títulos años 10 y 20
Para 1913 el club formaría en el arco con Rafael León; Eduardo Parodi, Ricardo Alvarado; Germán Cáceres, Carlos Bouverie, Enrique Salazar y Manuel Paz de la Vega; Pedro Ureta, Mario Mur, Telmo Carbajo (capitán) y Humberto Galantini. Ese año volvió a ser campeón en el otrora tradicional campeonato municipal del Callao por fiestas patrias.La primera Olimpiada Nacional se llevó a cabo en 1917 y en el campeonato de fútbol se impuso como invicto el Atlético Chalaco, incluso el empate con el José Gálvez,obteniendo como premio un gran escudo que se exhibió en sus antiguas localidades de la (hoy Av. Roque Sáenz Peña) contando en sus filas con algunos de los jugadores más representativos de la época como Telmo Carbajo y Claudio Martínez Bodero. En 1918 se adjudica el título de campeón nacional al derrotar a la selección de la Liga Peruana de Fútbol.Y defendiendo este título en 1919 es que se realiza un partido con el equipo del crucero británico llamado Lancaster.En marzo de 1920 realizó una gira a la ciudad de Arequipa donde venció en dos partidos por 2-1 y 8-2 al FBC Aurora. La delegación contó con los jugadores el arquero Rafael León, Pedro Ureta, Víctor Alcalde, Juan Leva, Germán Cáceres, J Mascaro, M Ramírez, Alfonso Gallardo, Humberto Martínez Bodero, S Ramírez, Claudio Martínez Bodero, Fernando Jordan, José Brisolessi y Telmo Carbajo. Además el Atlético Chalaco jugó otros partidos en la ciudad de Arequipa.
En septiembre de 1923 se enfrentaron por primera vez el Unión Buenos Aires contra el principal club del Callao, el Atlético Chalaco, en el estadio del Circolo Sportivo Italiano en la ciudad de Lima con victoria a favor de Chalaco por 2 a 0. Luego en la revancha vencería el Unión Buenos Aires en dos partidos consecutivos, pero debido al prestigio del león porteño este ganaría para sus filas a figuras como Alfonso Saldarriaga, José Arana Cruz, Faustino Mustafich, Félix Muñoz, Esteban Dagnino, entre otros. En 1924 llegó al Callao la selección olímpica de Uruguay que en un primer partido derroto al combinado chalaco, pero en la revancha el combinado chalaco venció a los uruguayos por 1 a 0.En junio de 1925 realizó nuevamente una gira a la ciudad de Arequipa donde venció 4 a 1 al Foot Ball Club Melgar y 3 a 2 a Association White Star.En 1928 se realiza el primer Campeonato Nacional donde jugaron las selecciones de cada región del Perú. Llegaron a la final las selecciones de Lima y el Callao. Y como dato anecdótico tras el resultado en un empate a dos goles, se decidió que ambos sean Campeones Nacionales.

### Las primeras Selecciones
Desde 1903 por fiestas patrias se empezó a realizar los encuentros entre equipos peruanos contra equipos ingleses, donde el Lima Cricket and Football Club, y el Unión Cricket enfrentaban a un equipo de jugadores ingleses, también lo harían las primeras selecciones peruanas.En estos años también fue frecuente los duelos entre equipos limeños y las primeras selecciones contra el Sport Unión Railway del Cerro de Pasco, equipo formado por ingleses.Pero es en 1911 que se forma la primera selección conformada por futbolistas de varios clubes.Entre ellos algunos jugadores del Atlético Chalaco. El equipo peruano formó con Juan Carpio; Alfonso Gallardo y Eduardo Fry; Enrique Andrade, Guillermo Valderrama y Fernando Ortiz de Zevallos; Darío Aranzáens, Alfaro, Manuel Álvarez (C), Telmo Carbajo y Pedro Ureta. Ganó el equipo peruano por 2 a 1.
En 1912 al crearse la liga peruana de football al equipo se le llama la selección de la liga peruana de fútbol, conformada por Juan Carpio del Miraflores Sporting Club; Eduardo Fry (C) del Miraflores Sporting Club, Santiago Benvenuto del Association Football Club y E. Vera del Centro Sport Inca; Enrique Andrade, C. José Morales, y Joaquín Ramírez del Association Football Club, y Telmo Carbajo y Oscar Reyes del Miraflores Sporting Club; Manuel Álvarez del Miraflores Sporting Club, Víctor Tréneman del Club Jorge Chávez Nr. 1, Luis Alfaro y Juan Cavero del Association Football Club. El resultado fue a favor del equipo peruano por 1 a 0. En las fiestas patrias de 1913 volvieron a enfrentarse ganando nuevamente el equipo peruano por 2 a 1. En 1914 el equipo peruano jugó en el arco con Iturrizaga; Juan Raffo y Tomás Aranzaes en la defensa; Juan Carranza, Pedro Larrañaga y Telmo Carbajo en el mediocampo; Ildefonso Arroyo, Pedro Villena, Víctor Trénemann, V. Montes y Hermes Cuello en la delantera. Pero esta vez son los ingleses que se llevan la victoria por 3 a 2.
Ya en 1927 es que el Perú organiza el campeonato sudamericano participando así por primera vez de este evento continental en el Campeonato Sudamericano 1927, y dónde serían tres jugadores del Atlético Chalaco convocados para la selección, Alfonso Saldarriaga, Esteban Dagnino y Julio Córdova.

### La Federación Peruana de Fútbol: Primer título

Grabado desfile del Club Atlético Chalaco por inicio de campeonato en el Antiguo Estadio Nacional del Perú

Luego de creada la Federación Peruana de Fútbol en 1922, esta institución organiza su primer torneo oficial en 1926 que no llegó concluir y Chalaco se ubicaba en tercer lugar.En 1926 solamente cuatro años luego de su fundación, la FPF fue logísticamente capaz de organizar por ella misma un primer torneo de liga. Para eso, se basó en diversos criterios a fin de conformar su Primera División. Así, "por mejor expresión deportiva del hincha peruano" dio el sitial a cinco clubes: Association Football Club, Atlético Chalaco, Centro Social Tarapacá, Sport Alianza y Unión Buenos Aires; "por tener valores que pudieran servir de base a otras instituciones", eligió al Circolo Sportivo Italiano y al Deportivo Nacional; y por torneos clasificatorios disputados el año 1925, clasificaron por la Liga Provincial N.º 1 (Liga de Lima, que sustituyó a la antigua Liga Peruana de Football) Sport José Gálvez, Sport Progreso y Teniente Ruiz, y por la hasta entonces existente Liga Deportiva del Callao, el Jorge Chávez Callao y el Jorge Washington. Las demás diecinueve instituciones que por entonces estaban afiliadas a la FPF quedaron agrupadas en la División Intermedia, que vino a constituir la segunda categoría. Luego, dentro de la Liga Provincial de Lima, se crearon la Segunda División y la Tercera División. De esta manera, se disputaron los primeros torneos bajo el control de la FPF, de 1926 a 1931 inclusive. El Campeonato Peruano de Fútbol de 1926 fue suspendido el 14 de noviembre en la fecha 5 por problemas dirigenciales, cuando restaban disputarse 13 partidos y la tabla era liderada por Sport Progreso con 10 puntos. Es entonces que la Federación Peruana de Fútbol resolvió declarar concluido el torneo y declarar campeón a Sport Progreso por el mayor puntaje obtenido. Y el Atlético Chalaco quedó en el tercer lugar con 6 puntos. En el Campeonato de 1927 donde participaron 8 clubes, sale campeón el Sport Alianza, en cuarto lugar queda el Atlético Chalaco. En el Campeonato de 1928 con 19 clubes participantes se jugó en dos grupos, donde Atlético Chalaco clasificó al grupo de campeonato detrás de Sport Alianza, que ese año cambio al nombre de Club Alianza Lima. El Atlético Chalaco finalizó nuevamente en tercer lugar detrás de Alianza Lima y la Federación Universitaria. Mientras que en el torneo siguiente el Campeonato Peruano de Fútbol de 1929 salvó la categoría por un punto. Participaron 13 clubes y resultó campeón la Federación Universitaria y en décimo puesto queda Atlético Chalaco.
En el campeonato de 1930 participan 12 clubes, terminó la primera fase como líder de su grupo con tres triunfos sobre el Sporting Tabaco, Lawn Tennis y Sportivo Tarapacá clasificando a la liguilla por el título. Allí empezó con una victoria sobre la Federación Universitaria por 2-1 luego de ir perdiendo el partido.Tras descansar en la segunda fecha llegó al partido final con un punto de ventaja sobre su siguiente rival, Alianza Lima. El partido se jugó el 7 de diciembre donde logró dar vuelta al gol inicial de Jorge Koochoi para Alianza logrando el triunfo por 2-1 con goles de "manolo" Puente en la segunda parte.De esta manera logró su primer título de Primera División, siendo además el primer equipo que lograba campeonar de manera invicta.En el campeonato de 1931 participaron 12 clubes y en quinto lugar queda el Atlético Chalaco. 

### El Cisma
Luego de finalizar el Campeonato Peruano de Fútbol de 1931 donde quedó en quinto lugar, el Atlético Chalaco junto con Unión Buenos Aires y Alianza Frigorífico Nacional, además de los clubes chalacos de las categorías inferiores, se desligan del campeonato para formar la Liga Provincial de Foot Ball del Callao que fue fundada el 1 de abril de 1932. Así el Atlético Chalaco continuo participando en los años siguientes en la recién creada Liga Provincial del Callao donde fue campeón en 1932, donde participaron tres clubes, con jugadores como Alfonso Saldarriaga, Antonio Maquilón, Fermín Machado, "patuto" Arana, Juan Rivero Villar, Mario de las Casas, Manuel Puente entre otros. En 1933 participan ocho clubes y obtiene el título el Alianza Frigorífico Nacional, mientras que el Atlético Chalaco queda quinto. En 1934 participan siete clubes y Atlético Chalaco obtiene el título, con jugadores como Mario de las Casas, Antonio Maquilón Andrés Álvarez, Alejandro Quiroz Noli, Manuel Puente, Fermín Machado, entre otros. En 1935, participan seis clubes y Atlético Chalaco de nuevo obtiene el título, coronándose bicampeón, e imponiéndose como el mejor equipo Chalaco de la época, siendo Sport Boys uno de los pocos equipos que se mantiene en los Campeonatos regentados desde Lima. Todo esto se debió a los reclamos por razones extra deportivas de parte de la diligencia limeña en contra de los clubes del Callao. 

### Retorno a la Liga Peruana
Atlético Chalaco retornó en 1936 tras ser invitado por la misma FPF junto al club Telmo Carbajo a la Primera División (llamada en ese entonces División de Honor) por haber ocupado los primeros lugares de la Primera División del Callao de 1935. Sin embargo ese año no se realizó el torneo por la participación de la selección peruana en los Juegos Olímpicos de Berlín, cuya delegación fue presidida por Claudio Martínez Bodero, que luego de los incidentes en el partido contra Austria fue notificado mediante un telegrama urgente de parte del presidente de la Federación Peruana de Fútbol, Eduardo Dibós Dammert el cual decía: “Anulación inaceptable. Orden presidente Benavides regresar a Lima urgente”. Después del retorno de la selección de las olimpiadas, ese año se llevó a cabo un par de partidos para seleccionar a los jugadores que formarían la selección nacional que participaría en el Campeonato Sudamericano 1937, es así que el 8 de noviembre mientras se jugaba un partido entre el Club Alianza Lima y un combinado de varios jugadores de la división de honor, que el defensa aliancista Víctor Lavalle lesiona gravemente al jugador Jorge Chávez Boza perteneciente a las filas del Club Atlético Chalaco, dejándolo malherido, pues luego del accidente los doctores le tuvieron que amputar la pierna debido a la gravedad de la lesión, pero a pesar de esto falleció a los pocos días debido a la gangrena. Esto también fue el fin futbolístico del recio defensa victoriano. Luego de esto los clubes decidieron no realizar el torneo de la división de honor, pero al final se realizó un torneo extraordinario (relámpago) llamado Torneo Peruano Extraoficial de ocho clubes, donde el Atlético Chalaco fue eliminado en semifinales por Universitario de Deportes que a la postre resultó campeón al derrotar en la final al Club Alianza Lima.
El Atlético Chalaco retomó su participación en la máxima categoría en el campeonato de 1937 donde ocupó el cuarto puesto. Los jugadores fueron entre otros Carlos "el pez volador" Ganoza, Pedro Bedoya, Marcial Albarracín, Augusto Otero etc. En el campeonato de 1938 participan nueve clubes y el Atlético Chalaco ocupa el quinto puesto. En el campeonato de 1939 se cambia la denominación de división de honor a liga nacional de fútbol donde el Atlético Chalaco se ubica en sexto lugar.

### Años 1940: Segunda Corona

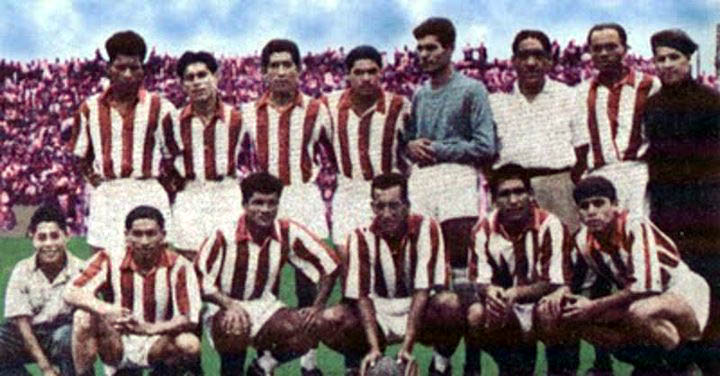
Plantel del Atlético Chalaco en 1947.

En el campeonato de 1940, de ocho clubes en la liga nacional el Atlético Chalaco obtiene el sexto lugar.Después el club acabó en el último lugar del campeonato de 1941 igualado en puntaje con el Telmo Carbajo por lo que debían ambos jugar un cuadrangular de revalidación de categoría (llamada popularmente "Rueda Trágica") con los dos primeros de la Segunda: Centro Iqueño y Santiago Barranco. Sin embargo luego de terminado el torneo, con Chalaco, Iqueño y Carbajo igualados en el primer lugar, la FPF decidió que los cuatro clubes participen en el torneo de 1942. Para el torneo de 1942 el Chalaco quedó en sexto lugar. En el torneo de 1943 el Chalaco ocupó el quinto lugar, donde no hubo descenso ni promoción de ascenso. En la temporada del torneo de 1944 el Atlético Chalaco quedó en sexto lugar.Durante el torneo de 1945 disputó el primer lugar con Universitario de Deportes y Deportivo Municipal, hasta que una derrota en la penúltima fecha ante Alianza Lima por 3 a 1 lo alejó del título que finalmente fue del cuadro crema. Para el Campeonato Peruano de Fútbol de 1946 el Atlético Chalaco ocupó el sexto puesto.
En el campeonato de 1947, bajo la presidencia de Mario Chiabra y dirigido por José "patuto" Arana, el Atlético Chalaco vuelve a consagrarse campeón nacional, luego de la derrota que sufrió el Deportivo Municipal, que venía en segundo lugar, ante el Sporting Tabaco por 4 a 1 el día 25 de octubre por la última fecha del torneo.Con este resultado el "Muni" perdió su última chance de alcanzar el primer lugar y dejó el título servido al Chalaco que jugó al día siguiente su último partido ante Sport Boys Association donde caería por 2 a 0. El plantel campeón fue con los arqueros Humberto Becerra, Luis Bustamante Torres; Miguel Paredes, José Béjar, Guillermo Aguilar, Armando Agurto, Juan Alcázar, Juan Castillo Grandjean, Eliseo "chaveta" Morales, Domingo Raffo, Julio Navarrete, René Rosasco, Juan Lecca,Reynaldo "perejil" Luna, Félix Mina, Ernesto Morales, Luis "pata de mula" Rodríguez y Carlos Torres Morales. Luego del título el club fue invitado al Campeonato Sudamericano de Campeones, campeonato antecesor de la Copa Libertadores de América, realizado en Chile en 1948, al cual no asistió por desacuerdos económicos y en su reemplazo asistió el subcampeón Deportivo Municipal que logró el cuarto lugar en dicho certamen.Ese mismo año de 1947 se realizó el campeonato relámpago nacional, donde el Atlético Chalaco salió campeón, es así que un mismo año 'la furia chalaca' ganó dos campeonatos.En el campeonato de 1948, ya en la séptima fecha le ganaría al Deportivo Municipal, a falta de dos fechas Chalaco ocupaba el primer lugar con un punto de ventaja sobre Alianza Lima. En la penúltima jornada perdió la punta tras caer goleado por 4 a 1 ante el Mariscal Sucre mientras que Alianza, que le tocaba descansar en la última fecha, le ganaba por el mismo marcador al Ciclista Lima. En la fecha final fue derrotado por 3 a 2 ante Ciclista perdiendo la opción de alcanzar el bicampeonato.Para el campeonato de 1949, se ubicó en el séptimo lugar de ocho equipos, pero no hubo descenso ese año.En el campeonato de 1950, quedó en sexto lugar de diez equipos.

### El Ballet Porteño
En el inicio del profesionalismo en el fútbol peruano Chalaco finalizó en el penúltimo lugar en el Campeonato Peruano de Fútbol de 1951. Al año siguiente formó un equipo que se ganó el apodo de "Ballet Porteño" por su buen juego donde obtuvo el Campeonato Apertura y disputó el título del campeonato de 1953 hasta las fechas finales destacando el trío ofensivo formado por los argentinos Antonio Aguiar, Luis López y Gualberto Bianco. En el Campeonato Peruano de Fútbol de 1954, quedaron en sexto lugar con 17 puntos. En el Campeonato Peruano de Fútbol de 1955, quedaron en cuarto lugar con 21 puntos. En el Campeonato Peruano de Fútbol de 1956, quedaron en noveno lugar. En los años siguientes pasaron por el club otros jugadores destacados como los goleros paraguayos Adolfo Riquelme y Rubén Noceda, recientes campeones con su selección en el Campeonato Sudamericano 1953, Augusto Alvarado, Germán Colunga, Bernabé Valverde, Pablo Castillo y los argentinos Jaime Cruz y Vito Andrés Bártoli. En esa década de 1950 el club logró los subcampeonatos de 1957y 1958.En el torneo de 1957 fue segundo detrás de Centro Iqueño y en el Campeonato Peruano de Fútbol de 1958 definió en la última fecha en el Clásico Porteño el Sport Boys al que superaba en la tabla por un punto. Pero no pudo celebrar en aquel clásico pues cayó derrotado por 1 a 0 con un gol en los minutos finales del partido y por consiguiente perdió el título. En el Campeonato Peruano de Fútbol de 1959 ocupa el octavo lugar. En el Campeonato Peruano de Fútbol de 1960 alcanza el sétimo lugar. En el Campeonato Peruano de Fútbol de 1961 nuevamente queda en sétimo lugar.

### Descenso a la liga amateur
El plantel para el Campeonato Peruano de Fútbol de 1962 fue con Alfredo MimbelaGuillermo Correa Bravo, Walter Milera, Carlos Zunino, Oscar Montero, Nicolás Fuentes, Fernando Parodi, Alejandro Albújar, Sergio Paredes, Juan Luis Robinson, Daniel Flores Reyes y Rolando Lolandes.Para entonces el club entró en una etapa de dificultades económicas que lo llevaron a perder la categoría ese año bajando a jugar en 1963 la Segunda División. En la Segunda División Peruana 1963 quedó en el quinto lugar.En la Segunda División Peruana 1964 el Atlético Chalaco quedó en tercer lugar, donde el campeón fue el Club Defensor Arica.Allí se mantuvo hasta el campeonato de la Segunda División Peruana 1965 cuando quedó en el último lugar, el décimo puesto, descendiendo a la Primera Amateur de la Liga del Callao.Fue campeón de esta liga en 1966 pues realizó un gran campeonato en el que venció a casi todos sus competidores tomando rumbo para retornar al fútbol profesional, pero en el Cuadrangular Interligas fue tercero detrás del Independiente Sacachispas del distrito de Breña (que logró el ascenso a Segunda División) y Deportivo Bancoper de San Isidro.En el torneo de la Liga Amateur del Callao de 1967 quedó en el quinto lugar del torneo. En el campeonato de la Liga Amateur de Fútbol del Callao de 1968 sumó una pésima campaña en el décimo segundo lugar del torneo, estando casi igual en la Liga Amateur del Callao de 1969 cuando estuvo cerca de bajar a la Segunda Amateur del Callao manteniendo la categoría en las fechas finales.

### Retorno a Primera
Aquí viene el milagro. Indicado a bajar ese año el club porteño, un nuevo grupo de dirigentes, exalumnos del Colegio Militar Leoncio Prado del distrito de La Perla, asumen el control del club, y se inicia así la salvación.
La nueva etapa en la vida del Atlético Chalaco se va enrumbando con éstos nuevos dirigentes y consigue campeonar en 1970 en la Primera División de la Liga Amateur del Callao. En este paso decisivo del retorno a Segunda División del "León Porteño", tuvo destacada actuación el entrenador Eleuterio Zamudio y el preparador físico Víctor Beteta, quienes trabajaron codo a codo con los dirigentes del club para lograr que el equipo campeonase en la fatídica rueda Cuadrangular Interligas 1970 (que se disputó a inicios del año 1971) donde enfrentó a Sport Inca del Rímac, Defensor San Borja y Santiago Barranco donde finalizó en primer lugar ascendiendo a la Segunda División. 
Al cabo de dos años de intervenir en la Segunda División resultó campeón, retornando así en una hazaña sin precedentes en la historia del fútbol, posiblemente mundial, desde modestas divisiones inferiores al primer plano del fútbol profesional peruano. Es así que el 11 de noviembre de 1972 logra el título de la Segunda División tras ganar por 2 a 1 al Racing de San Isidro con goles de Víctor "kilo" Lobatón y Ramón Aparicio logrando el regreso a la Primera Profesional.
Para el Campeonato Descentralizado 1973 el equipo se refuerza con jugadores de experiencia como Julio Meléndez, Nicolás Fuentes, y Enrique Cassaretto, en ese año llegó a ocupar el primer lugar en algunas fechas de la primera rueda pero decayó en la segunda finalizando la primera etapa en el séptimo lugar sin ingresar al hexagonal por el título. En los torneos de 1974 y 1975, nuevamente estuvo en los primeros lugares pero tampoco pudo clasificar a la liguilla final acabando el torneo en el octavo y séptimo lugar respectivamente. En el Campeonato Descentralizado 1976, quedó entre los últimos lugares. Para el Campeonato Descentralizado 1977, se ubica en el octavo puesto y no clasificó a la liguilla por el campeonato. En el Campeonato Descentralizado 1978, quedaron en octavo lugar con 28 puntos. 

### Subcampeonato
En el Campeonato Descentralizado 1979, con la dirección técnica del paraguayo César Cubilla, el club porteño finalizó la primera parte del torneo en el séptimo lugar clasificando al octogonal por el título. Tras un empate 0-0 en Huancayo ante Deportivo Junín, jugado el 27 de enero de 1980, Atlético Chalaco logra el subcampeonato.El equipo fue con el arquero Fernando Apolinario, Julio Luna, Jesús "cachucho" Neyra, Gonzalo Cayo, Augusto Prado, Walter Escobar, Manuel Mellán, Luis Duarte, Víctor "el puma" Matthias, Félix Suárez y José Sierra Sandoval, también alternaron Víctor "pichicho" Benavides, Alejandro Pozú, Pablo Muchotrigo, y Mario Gutiérrez. En este campeonato en la sexta fecha se dio una protesta en el campo de juego por parte de los diversos clubes en todo el Perú por el caso de tres jugadores detenidos por la policía.

### Años 80 y la Copa Libertadores
Para 1979 Sporting Cristal contrató a Marcos Calderón como técnico y armó un equipo de jerarquía, que logró el título venciendo a Universitario, en su último partido, por un claro 2 a 0, sumando 23 puntos y seguido por Atlético Chalaco con 19, ambos se clasificaron para la Copa Libertadores de América. Es así que tras lograr el Subcampeonato clasifica a la Copa Libertadores de 1980 por primera y única vez en su historia hasta el momento. En la copa formó grupo con el campeón Sporting Cristal, y los clubes argentinos Vélez Sarfieldy River Plate, los equipos campeones de Argentina. Los resultados no fueron favorables, siendo eliminado en primera fase.
Para el Campeonato Descentralizado 1980quedaron en octavo lugar y no accedió al grupo por el campeonato. En el Campeonato Descentralizado 1981fueron parte del Torneo Regional que se jugó, donde en el grupo metropolitano quedó en cuarto lugar y no accedió al Playoff para poder jugar la Copa Libertadores de América. Ya en el torneo quedó en sexto lugar de 16 equipos donde salió campeón el Foot Ball Club Melgar. En el Campeonato Descentralizado 1982 la temporada se jugó en tres etapas. Cada etapa fue independiente sin que ningún equipo llevara su récord de etapa anterior. El chalaco tuvo que pelear el descenso tras quedar quinto en el grupo metropolitano. Al jugarse el grupo de descenso salvó la categoría quedando en tercer lugar, aunque no se jugó el partido contra el León de Huánuco. En el Campeonato Descentralizado 1983ocupó la decimoprimera posición de 17 equipos. En el Campeonato Descentralizado 1984la temporada se jugó en grupos por regiones,donde el Club Atlético Chalaco integró el grupo metropolitano ocupando el octavo lugar y accediendo a jugar los Playoff frente al Club Deportivo Coronel Bolognesi, donde empató el primer partido 1 a 1 y perdió el segundo partido por 2 a 1, quedándose sin la opción de jugar el torneo descentralizado. 

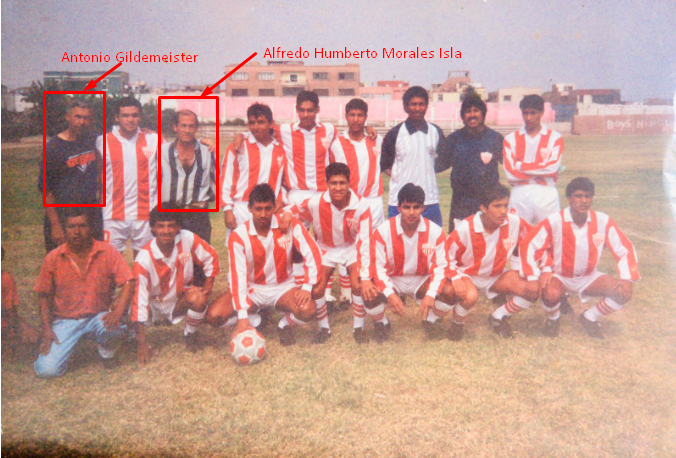
Equipo del Atlético Chalaco de 1996.

### De regreso a la liga
En el Campeonato Descentralizado 1985 queda colero en el torneo Metropolitanopasando a jugar la Intermedia A donde no logró mantener la categoría luego de perder por 1-0 ante Juventud La Palma de Huacho y descendió a la Segunda División. Para el campeonato de la Segunda División Metropolitana 1986 en la zona norte se mantuvo en la categoría. En 1987 no pudo retornar a la máxima categoría del fútbol rentado al ser eliminado en la definición por penales ante Deportivo Enapu en la liguilla de promoción de la Intermedia. Un año después pierde la categoría en la Segunda División 1988 y desciende a la Copa Perú. En 1989 participó de la etapa Regional de ascenso a Segunda División, pero no pudo superar la primera fase y quedó eliminado. Al año siguiente, en 1990, empezó su participación desde el Interligas chalaco, donde tampoco pudo superar la primera etapa, regresando después de más de 6 años a su liga de origen, retomando su participación en Segunda División bajo la asesoría Técnica de Alfredo Humberto Morales Isla desde el año 1996 al 1999, logrando llevarlos a una Copa PERÚ muy disputada allá por el año 1999 la cual quedó muy peleada sobre mesa por intereses propios de los dirigentes del club.

### En el Nuevo Milenio
En la Copa Perú 2000 logró el título en la provincia constitucional del Callao tanto en la Etapa Distrital como en la Etapa Departamental. Sin embargo en la Etapa Regional finalizó en último lugar de su grupo que tuvo como ganador al Club Deportivo Estudiantes de Medicina de Ica, posterior campeón del torneo.En el 2001 logra el bicampeonato de la Liga Distrital de Futbol del Callao jugando así la Liga Departamental de Fútbol del Callao en el cual no logró clasificar a la Etapa Regional de la Copa Perú 2001, pues quedó en segundo lugar.
En el año de su centenario 2002, logró el subcampeonato en la Liga Distrital de Fútbol del Callao. Luego campeona en la Liga Departamental de Fútbol del Callao tras vencer en la final al Club Deportivo Aurelio Colombo, accediendo así a la Etapa Regional de la Copa Perú 2002, donde finalizó empatado en puntos en la Región IV con el Club Deportivo Santa Rita de Chincha y el Club Deportivo Juventud Torre Blanca de Chancay. Al tener menor cantidad de goles anotados debió jugar primero un partido extra con el Santa Rita, al que venció 2-1 con gol de oro en la prórroga,siendo luego eliminado en la Final Regional tras perder con el Club Deportivo Juventud Torre Blanca por 4-2.En el 2003 jugando en la Liga Distrital de Fútbol del Callao no pudo clasificar a la Etapa Departamental y en el 2004 tras salir campeón de la liga Distrital, fue eliminado en la Liga Departamental de Fútbol del Callao. En la Campaña 2005 de la Liga Distrital de Fútbol del Callao logró el bicampeonato y así clasificó a la Etapa Departamental en la cual también fue campeón. Ya en la Etapa Regional de la Copa Perú 2005, no logró clasificar tras perder su serie ante el Residencial Huaral.Mientras que en la Etapa Departamental 2006 quedó en segundo lugar, clasificando así a la Etapa Regional de la Copa Perú 2006, pero fue eliminado por el Club Deportivo Auxilios Mutuos Hijos de Acosvinchos.En la campaña de la Liga Distrital de Fútbol del Callao 2007 se corona campeón nuevamente accediendo así a la Etapa Departamental, la cual no logró superar.
En el 2008 es elegido presidente Álex Kourihaciendo una importante inversión para lograr el título de la Copa Perú y el ascenso a Primera. Luego de ser el campeón invicto tanto en la Etapa Distrital como en la Liga Departamental de Fútbol del Callao, llega a la Copa Perú 2008 donde eliminó en primera fase a Óscar Benavides FBC del distrito de Ate. Pero en la semifinal regional sería vencido por el Club Deportivo Sport Unión Supe que lo derrotó en ambos partidos.El 18 de febrero del 2009 Álex Kouri renunció a la presidencia produciendo una grave crisis en el club. Mientras que ese año en el plano deportivo logró el subcampeonato de la Liga Distrital de Fútbol del Callao.Para luego jugar la Etapa Departamental, pero fue eliminado por Atlético Centenario.

### Total Chalaco
Debido a las grandes deudas que acumuló el club Total Clean al término del torneo promocional, tuvo la necesidad de vender el 51% de sus acciones, las mismas que fueron entregadas al vicepresidente del Atlético Chalaco encabezados por Omar Marcos Arteaga, quienes decidieron hacerse cargo de la institución. Así mismo, a inicios del 2009 decidieron cambiar la denominación que tenían por la de Total Chalaco Fútbol Club y trasladar su localía al primer puerto. Al año siguiente hicieron lo propio a la ciudad de Huacho, en el Norte Chico.
Se pensó que de esta manera el Atlético Chalaco volvía a la profesional, al comprar un club recién ascendido, tal como sucedió el 2004 cuando la Universidad de San Martín de Porres, le compró la categoría al Coopsol, campeón de la segunda división. Pero los chalacos se chocaron con otra realidad.El impedimento de inmediato, miembros de la Federación Peruana de Fútbol, y con mayor puntualidad el secretario general, Javier Quintana aclararon el tema. Existe un principio de integración deportiva de la FIFA y una circular que señala que para poder acceder a una categoría superior el pase debe ser obtenido en la cancha". dijo el mencionado dirigente. Luego añadió: "No se puede impedir que una persona natural o jurídica compre un paquete accionario de cualquier empresa, pero de ahí a lograr que eso dé un beneficio deportivo, eso la FIFA no lo permite", explicó.
Más adelante explicó cómo el Coopsol pudo cambiar de nombre, a lo que es ahora la Universidad San Martín, que según trascendió pagó esa vez un millón de dólares. En el 2004 no existía esa prohibición. Por su parte, Manuel Burga aclaró más el tema. Luego el presidente de la Federación Peruana de Fútbol dio una salida al decir que pueden poner un nombre similar al Chalaco. Por eso, a los dirigentes del León Porteño, con Álex Kouri, a la cabeza, luego de no encontrar otro tipo de solución, no les quedó otra cosa que denominar Total Chalaco, al nuevo inquilino del fútbol profesional. 
En el Campeonato Descentralizado 2010, tras una mala campaña, terminó 16.º en la tabla y descendió anticipadamente al perder en Matute 2-1 ante Alianza Lima. Debido a esto, al año siguiente debió participar en la Segunda División 2011, pero debido al abandono del club y las constantes deudas que tenía, el club optó por no participar en el torneo de ascenso y desaparecer.

### Crisis Reciente
En el año 2010 a pesar de la crisis económica se presentó, pero no logró superar la Liga Distrital de Fútbol del Callao.En el 2011 tras una mala campaña quedó en sexto lugar con cinco puntos de entre nueve equipos.En el año 2012 logró ganar la Liga Distrital de Fútbol del Callao.Ya en la siguiente etapa fue eliminado en la primera fase de la Liga Departamental de Fútbol del Callao. Finalizando ese año se dio un partido amistoso pro-fondos con el club Sport Boys Association, dónde abundaron los goles por ambos lados.En el mes de marzo del 2013 se da nuevamente un partido amistoso con Sport Boys Association pero de preparación para ambos y así afrontar sus respectivas ligas.Ese año logra ser subcampeón de la Liga Distrital de Fútbol del Callao clasificando a la etapa de la Liga Departamental de Fútbol del Callao donde fue eliminado por Adebami en el grupo A.Para la temporada 2014, el club dejó la Liga Distrital de Fútbol del Callao y pasó a participar en la Liga Superior del Callao. Sin embargo fue eliminado nuevamente por Adebami en primera ronda.Un año después volvió a ser eliminado en la Liga Superior tras perder en su primer partido ante Juventud La Perla por 4-0. En el año 2016 desapareció la Liga Superior chalaca y el club retornó a la Liga Distrital de Fútbol del Callao donde estando en último lugar ese año, se retiró del torneo por problemas institucionales.Al año siguiente 2017 no participó de torneos oficiales, iniciándose así una etapa de reestructuración del club por lo cual tampoco participó en el campeonato de 2018.

### Reestructuración y nueva etapa
En el 2018, la dirigencia del club, decide no presentar al equipo a la Liga Distrital de Fútbol del Callao, por estar en proceso de reestructuración, debido a pugnas dirigenciales y problemas económicos, así el viejo león no compitió oficialmente ese año. 
En 2019 el Club Atlético Chalaco nuevamente afrontó la Liga Distrital de Fútbol del Callao. Se consagró como mejor tercero de la liga. En ella se enfrentó al AC Nuevo Atlético Chalaco (llamado también ACN Nuevo Atlético Chalaco, creado por exdirigentes del club histórico), ganando por 4 a 2. Además goleó por 6 a 1 al Deportivo Colonial. Sin embargo no fue suficiente para clasificar a la Liga Departamental de Fútbol del Callao (Interligas Chalacas).
Para el 2021 entra un nuevo comando técnico presidido por el exfutbolista Omar Zegarray Mario Gómezcomo asistente técnico, a la espera del inicio de la Copa Perú.Además se lanzó la competición en los deportes electrónicos con la división de E-sport 'Atlético Chalaco E-sport', en la Liga Peruana De PES.
Participó de la Copa Perú 2021 donde enfrentó en la Fase 1 - Eliminatoria Departamental a Estrella Azul. En el partido de ida perdió 1 a 0 como local en el estadio Miguel Grau y en el de vuelta quedó eliminado al caer por el mismo marcador en el estadio Facundo Ramírez Aguilar del distrito de Ventanilla.Para el año 2022 se da una convocatoria masiva para preparar el equipo que afrontaria la Copa Perú 2022 con la dirección técnica del profesor José Ramírez Zacarias. El 10 de abril se inició el torneo Copa Perú 2022 etapa Liga Distrital de Fútbol del Callao en la Villa Deportiva Angamos en el distrito de Ventanilla, donde el Atlético Chalaco fue arrollador, pues rápidamente lidero la tabla de posiciones con goleadas contra el ADC Callao por 4 a 0 y de 5 a 1 ante el Sport Callao y solo cediendo un empate con su más cercano perseguidor el Chalaca FC, aun a pesar de sufrir algunos problemas económicos y el cambio en la dirección técnica que recayó en Carlos Tori.Es así que en la última fecha se corona campeón al derrotar al Cultural Gema por 2 a 0 clasificando a la etapa de la Liga Departamental de Fútbol del Callao.El 23 de julio se da inicio a la Liga Departamental de Fútbol del Callao el cual se desarrolló en dos estadios, uno en el Distrito de Mi Perú y el otro en el Distrito de Ventanilla. El Chalaco estuvo como cabeza de serie en el grupo c, llamado el grupo de la muerte, donde empató en su debut frente al Club Estrella Azul por 1 a 1, en el siguiente partido ganó por 4 a 2 al Club Lopez Paso, finalmente con las miras a clasificar a semifinales del torneo no lo logró, pues perdió por 1 a 0 frente al Club Luis Escobar, terminando así sus aspiraciones en la Copa Perú.El siguiente año en el campeonato de la Liga Distrital del Callao 2023 de entre ocho equipos quedó en cuarto lugar no clasificando así a la etapa departamental.El nombre de este torneo fue "Jean Luck Saavedra Cirilo" en memoria del exjugador de Club Santa Marina Norte que fue asesinado antes del inicio del campeonato. Para el 2024 el campeonato inició con once equipos entre los cuales el Atlético Chalaco quedó en quinto lugar, nuevamente no clasificando a la siguiente etapa y manteniendo la categoría en la primera distrital.

## Afición

Hinchas del Atlético Chalaco 2005

Barra Furia Porteña 2013.

Desde los primeros años de su fundación el Chalaco siempre contó con una aguerrida y nutrida hinchada. 

### Barras
Cuentan las crónicas deportivas que las primeras barras del atlético Chalaco era los estibadores y pescadores, que al venir desde el Callao en tren traían consigo petardos de dinamita, (a los cuales por aquel tiempo se les permitía pescar en ciertos sectores del mar con dinamita), las cuales las hacían detonar al grito de: "Callao", esto alertaba a la población limeña tras lo cual se oía decir: "ahí vienen los chalacos cierren todo". Esto era muy frecuente en el naciente clásico Lima-Callao contra el Unión Cricket y luego contra el Association Football Club que luego en 1927 se fusionó con el club Unión Ciclista Peruana, para formar el Club Ciclista Lima Association y después también con Alianza Lima, como por ejemplo cuando en un partido se oyó una explosión cerca del arco rival, y en otro partido a mediados de 1920 lo sucedido con el arquero Eugenio Segalá, al cual los hinchas pincharon, pues para la época no había estadio cerrado. Está sería pues la primera barra brava del Perú.
Ya para los años 20, los hinchas venían a pie desde el Callao a Lima por la antigua avenida Progreso, que luego se llamó avenida Buenos Aires, para luego cambiar de nombre por la actual avenida Miguel Grau, y así subir por la avenida Colonial hoy llamada avenida Oscar R. Benavides hasta el Antiguo Estadio Nacional, en su camino seguía las explosiones y coreando con un "chim pum, Callao". A veces acompañaban a las barras los mismos jugadores y a estos a veces entre tramos los hinchas los cargaban en hombros cuando la algarabía era extrema. La mayor cantidad de gente que constituía esta multitud, eran los pescadores del puerto. Durante ese largo trayecto iba la multitud dando vivas a su equipo de fútbol y nombrando a cada uno de los jugadores. La gente al escuchar cada uno de los nombres de los jugadores gritaban ¡Callao!.
En el Campeonato de Segunda División 1972, que definiría su ascenso al Campeonato Descentralizado 1973 llegó una multitud de hinchas que lleno el Estadio Lolo Fernández lugar donde se jugaría el partido contra el Racing San Isidro al cual derrotó por 2 a 1.Tras lograr el título y el retorno a la máxima división del futbol peruano se organizó una gran fiesta en el Callao antiguo, con fuegos artificiales y celebraciones de los hinchas entre las avenidas Sáenz Peña y avenida 2 de mayo sede de su local.
El primero de marzo de 1980 Atlético Chalaco decidió celebrar en grande su debut como local en la Copa Libertadores de América, para recibir al equipo argentino Club Atlético Vélez Sarsfield en el Estadio Nacional, de Lima.Los dirigentes de la institución rojiblanca de la localidad costera del Callao organizaron un colorido desfile de niños, contrataron la banda de la Marina de Guerra del Perú para interpretar los himnos de Perú y Argentina y la canción Nostalgia chalaca y, para enaltecer su bravo apodo de "león porteño", consiguieron que un circo les prestara su máxima estrella, una bestia de más de doscientos kilos de peso, para pasearla por la pista que rodeaba la cancha. La fiera melenuda fue colocada dentro de una jaula con los barrotes pintados de rojo y blanco, acarreada por una pequeña camioneta que había accedido por un portón lateral.
Hoy los hinchas del Chalaco son desde los más antiguos hasta los más jóvenes que le siguen aun a pesar de la adversidad en la que estuvo por años, siempre con el corazón alentando al club de sus amores, luchando por tener siempre mejores épocas.

#### La Furia Porteña
La "Furia Porteña" es la barra más antigua, que sigue al Decano del Fútbol Porteño a través de las décadas.

#### Demolición Porteña
"Demolición Porteña", que es la nueva generación esta próxima a cumplir su 20 años de fundado este 29 de abril. La barra repite en tono enérgico el estribillo de: "Furia Chalaco", "Furia Chalaco", "Furia Chalaco", mientras prorrumpe en aplausos.

#### La Furia Chalaca
Es la barra que agrupa a los hinchas de la tribuna popular norte, siempre fieles y no simpatizan con nadie. Agrupados desde menores a mayores. Hinchas acérrimos, que día a día luchan y están pendientes de todo lo relacionado con el club, jugadores, dirigentes e historia.

#### La Gran Familia de Exjugadores
La gran familia de exjugadores del Atlético Chalaco es una actividad deportiva que consiste en la reunión de exfutbolistas del chalaco para encuentros deportivos amistosos, auspiciada y organizada por la Academia de futbol de menores Atlético Chalaco de ventanilladel profesor y exfutbolista del Atlético Chalaco, Gabriel Sánchez Cisneros, que cada año organiza reencuentros deportivos, actividades proayuda, homenajes y campeonatos fútbol máster con sus similares de otros clubes de Lima y del Callao.

### Primeros Cánticos
Cuando se manifiesta los primeros triunfos se producen los primeros cánticos hacia la "la Furia":
“Salgan de la cancha que vamos a entrenar, salgan de la cancha que vamos a entrenar”. Otra de las canciones es: “Este es el Callao, Este es el Callao, Todo lo demá es tierra pa’sembrá”.

### Hinchas Famosos
Entre los muchos hinchas del Atlético Chalaco destacan:
- Néstor Gambetta, fue un militar, político y promotor cultural peruano reconocido por sus servicios a la patria y en el campo de las letras y promotor incansable del chalaquismo, por ser un pueblo viril y aguerrido, un pueblo fervoroso teniendo al Señor del Mar como santo patrón. Ocupó la presidencia de la Benemérita Sociedad Fundadores de la Independencia.[221]

- Oscar Aviles, otrora "primera guitarra del Perú", quien era un hincha acérrimo del Chalaco,[222][223]el cual no desaprovechaba la oportunidad para siempre llevar la camiseta del club de sus amores. Óscar gustaba del fútbol y era hincha del Atlético Chalaco, como quedó demostrado la noche de noviembre de 1979 en que Chalaco fue subcampeón y su presidente Manuel Figueroa Terry armó una fiesta en el Callao, donde Avilés fue el personaje central. Tras el fallecimiento de la "la primera guitarra", el Atlético Chalaco le rindió homenaje: "Se nos fue Óscar Avilés. Atlético Chalaco se pone a órdenes de la familia".[224][225]

### Apodos
A lo largo de las décadas desde su fundación, el Club Atlético Chalaco ha recibido diferentes apodos que identifican su lugar de origen, su juego y su gente. 
- El Campeón del Callao

El primer apodo del Club debido sus constantes títulos en los primeros campeonatos organizados por la municipalidad del Callao.
- La Furia Chalaca

Este es uno de sus primeros apodos: "la Furia Chalaca", debido a su fiero antagonismo contra sus rivales limeños, en los cuales desarrollaba un fútbol aguerrido de potencia y de nunca rendirse, aprendido desde principios de siglo por sus enfrentamiento con los marineros ingleses y su juego de físico y balones largos, en la cual se lanzaba un balonazo largo desde la defensa y un delantero fuerte como un armario luchando contra la defensa rival para hacerse con el balón, es decir lo que la cultura futbolística inglesa llama "kick and rush" que se puede traducir como patea y corre, sumado a esto la barra que con gran voz grita a cada ataque "furia Chalaco", "chin pun Callao".
- El León Porteño

Por su juego agresivo y constante, de no dar una pelota por perdida y debido a esto el club tiene como mascota a un león.
- El Decano del Fútbol Porteño

Debido a que es el máximo representante del fútbol del Callao en los inicios y formación del fútbol profesional peruano, y dando ejemplo de competición sobresaliendo sobre sus similares clubes chalacos de la época y perdurando a través del tiempo.
- El Ballet Porteño

Otro apodo famoso es "el Ballet Porteño", por su juego vistoso y elegante en la década de 1950, que le valió disputar títulos nacionales con grandes jugadores como el trío argentino Antonio Aguiar, Luis López, y Gualberto Bianco.
- El Viejo León

Este apodo nació con el paso de los años, pues el chalaco es un club centenario como pocos clubes lo son en el mundo, siendo vigente y reconocido.

## Atlético Chalaco y la Selección Peruana
En las épocas de mejor campaña en Primera División, el Atlético Chalaco aportó algunos futbolistas a la selección peruana. Entre ellos destaca Óscar Arizaga quien ha sido el único jugador que fue convocado a una Copa Mundial de Fútbol cuando pertenecía al club. Mientras que por Copa América resalta la convocatoria al Sudamericano de 1947 donde estuvieron seis jugadores del equipo que ganó el Campeonato de ese año.

### Copa América
| Campeonato Sudamericano 1927: - Alfonso Saldarriaga - Esteban Dagnino - Julio Córdova Campeonato Sudamericano 1929: - Faustino Mustafich - Miguel Rostaing - Enrique Salas Campeonato Sudamericano 1935: - Mario de las Casas - Juan Rivero - Enrique Salas Campeonato Sudamericano 1937: - Marcos Huby Campeonato Sudamericano 1939: - Rafael León | Campeonato Sudamericano 1941: - Humberto Crescimbeni - Carlos Portal Campeonato Sudamericano 1942: - Carlos Portal Campeonato Sudamericano 1947: - Juan Castillo - Eliseo Morales - Ernesto Morales - Domingo Raffo - René Rosasco - Carlos Torres Campeonato Sudamericano 1949: - Ernesto Morales | Campeonato Sudamericano 1953: - Andrés Bedoya Campeonato Sudamericano 1955: - Andrés Bedoya Campeonato Sudamericano 1956: - Andrés Bedoya Copa América 1975: - Santiago Ojeda |

### Campeonato Panamericano
| Panamericano 1952: - Ernesto Morales - René Rosasco |

### Copa Mundial
La Selección de fútbol del Perú ha participado en cinco mundiales: 1930, 1970, 1978, 1982 y 2018.
| España 1982: - Óscar Arizaga |

## Datos del club
- Nombre: Club Atlético Chalaco
- Fundación: 9 de junio de 1902 (123 años)[4][6]
- Lema del Club: Furia Chalaco
- Apodo(s): "Campeón del Callao", "La Furia Chalaca", "Leon Porteño"
- Máximo Idolo: Telmo Carbajo[105]
- Otros Idolos: Manuel Puente,[108]Domingo Raffo, René Rosasco
- Ciudad: Callao.[19][17][14]
- Pais: Perú
- Estadio: Telmo Carbajo[9]

### Temporadas
- Temporadas en Primera División: 45 (1926-1931, 1937-1962, 1973-1985).[15]
- Temporadas en Segunda División: 8 (1963-1965, 1971-1972, 1986-1988).[15]
- Mayor goleada conseguida:
  - En campeonatos nacionales de local: Atlético Chalaco 8:0 Unión Callao (26 de septiembre de 1953).
- Mayor goleada recibida:
  - En campeonatos nacionales de visita: Sport Boys 10:2 Atlético Chalaco (6 de octubre de 1951).
  - En campeonatos internacionales de local: Atlético Chalaco 0:2  Vélez Sarsfield (1 de marzo de 1980), Atlético Chalaco 0:2  River Plate (18 de abril de 1980) y Atlético Chalaco 0:2  Sporting Cristal (25 de abril de 1980).
  - En campeonatos internacionales de visita:  Vélez Sarsfield 5:2 Atlético Chalaco (27 de abril de 1980) y  River Plate 3:0 Atlético Chalaco (30 de marzo de 1980).
- Mejor puesto en 1.ª División: 1.º
- Peor puesto en 1.ª División: 12.º

## Entrenadores
Muchos y variados entrenadores entre nacionales y extranjeros pasaron por las filas del león porteño, destacando entre ellos los campeones Telmo Carbajo y José "patuto" Arana. También, Juan "el gato" Bulnes, Mario Chiabra Jr., el griego  Yiannis "dan" Georgiadis, el argentino Francisco "pancho” Villegas, Joao Dias dos Santos, Eleuterio Zamudio, Alberto "toto" Terry, Roberto "tito" Drago, el paraguayo César Cubilla, Roberto Chale, el argentino Horacio "la Pepa" Baldessari, César Roca, Omar Zegarra, etc.

### Entrenadores Campeones
| Torneo                     | Entrenador    |
| -------------------------- | ------------- |
| Campeonato Amateur 1930    | Telmo Carbajo |
| Campeonato No Amateur 1947 | José Arana    |

### Lista de Entrenadores
| - Raúl Blanco (1927) - Telmo Carbajo (1928-1930) - Romeo Parravicini (1931-1932) - Romeo Parravicini (1939-1940) - Justino Reyes (1941) - Julio Quintana (1942) - José Arana (1943-1944) - Juan Bulnes (1946) - José Arana (1947) - Raúl Pardón (1948-1949) - Carlos Torres Morales (1950) - José Arana (1951) - Francisco Villegas (1952-1955) - Carlos Torres Morales (1956) - César Viccino (1957) - Francisco Villegas (1958) - Yiannis Georgiadis (1959) - Luis Ángel López (1959) - César Viccino (1960) - Juan Valdivieso (1961) - Joao Dias dos Santos (1962) - Emiliano Coronel (1963) - Juan Valdivieso (1964) - Emiliano Coronel (1965) - Manuel González (1966) - Juan de la Vega (1969) | - Eleuterio Zamudio (1970) - Alberto Terry (1971-1972) - César Cubilla (1973-1974) - Víctor Lobatón (1975-1976) - Américo Gonzáles (1977) - Roberto Drago (1977) - Moisés Barack (1978) - Roberto Drago (1978-1979) - César Cubilla (1979) - Adolfo Riquelme (1980) - Víctor Lobatón (1980) - Hugo Montenegro (1981) - César Cubilla (1981) - Diego Agurto (1982) - Vito Andrés Bártoli (1983) - Roberto Chale (1983) - Eloy Campos (1984) - Hugo Montenegro (1984-1985) - Juan Lecca (1985) - Gabriel Sánchez (1986-1987) - Demetrio Medina (1987-1988) - Attilio Escate (1988-1989) - Rafael Farfán González (1989) - Gabriel Sánchez (1990) | - Lorenzo Company (1993) - Alfredo Morales Isla (1995-1997) - César Roca (2000) - David Espinoza (2003) - Mario Vega (2004) - Moisés Barack (2005) - Attilio Escate (2006) - Sigifredo Montes de Oca (2007) - Horacio Baldessari (2008) - Manuel Campos (2009) - Attilio Escate (2009) - Cristóbal Suárez (2010) - César Roca (2011-2012) - Juan Carlos Rodríguez (2013) - César Roca (2014-2016) - Carlos Tori (2019) - Juan Carlos Tupac Yupanqui (2020) - Omar Zegarra (2021) - José Ramírez Zacarías (2022) - Carlos Tori (2022) - Jorge La Rosa (2023 -) |

## Infraestructura

### Estadio
El estadio Telmo Carbajo fue inaugurado el 12 de octubre de 1927 por el Presidente Augusto B. Leguía en una zona de la llamada Pampa de la Mar Brava.
El frontis del estadio es de estilo inglés. Los arcos del telmo carbajo no estaban en la orientación tradicional Norte-Sur sino Occidente-Oriente. esto causa que el sol le dé en el rostro al arquero que estaba en el arco de oriente. La antigua tribuna principal, esta alineada en el eje Norte-Sur en vez del tradicional Occidente-Oriente. El estadio lleva el nombre de uno de los primeros grandes jugadores e ídolo máximo del Club Atlético Chalaco, el gran Telmo Carbajo.
En 1980 se crea la "obra del León Porteño", por la cual el Club Atlético Chalaco, a cargo de esa obra, cuyo presidente el Dr. Manuel Figueroa Terry (dueño de la UPA) y mediante convenio con el IPD se encarga de la administración del Carbajo por 10 años, se hacen mejoras en el estadio, incluso detrás del arco izquierdo, (zona oriente, recordemos que el estadio fue construido al revés) se construyó una tribuna de cemento con aproximadamente 5 escalones, para espectadores de pie, igual para el otro arco se pusieron las barreras a los costados, pero no se construyó nada más, igualmente se hicieron mejoras en los camerinos y otras obras pequeñas, debajo de la tribuna oficial, en uno de los ambientes vivía bobyy carbajo, hermano menor de telmo. Lamentablemente por aspectos administrativos el Chalaco tuvo que devolver el estadio al IPD. Actualmente no se realizan encuentros oficiales de fútbol en este escenario. Éste es propiedad del Instituto Peruano del Deporte y tiene una capacidad para 5,000 espectadores. 

### Local institucional
Su primer local fue en el domicilio del Capitán de Navío don Federico Rincón, calle Marco Polo N.º 19, lugar donde se fundó el Club. Luego pasaron a un local propio en la calle Lima, para ir después a la avenida Buenos Aires, para nuevamente regresar a la calle Marco Polo en un nuevo local
Durante el gobierno del general Manuel A. Odria, conocido como el ochenio,mediante decreto ley se le otorga al Club Atlético Chalaco un terreno entre las Av. Sáenz Peña y la Av. 2 de Mayo."Mediante la Ley N.º 12028 del año 1953, adjudicando al Club Atlético Chalaco la parte sobrante del inmueble que expropió la Junta de Obras Públicas del Callao para la apertura de la Avenida 2 de mayo. Autorízase al Poder Ejecutivo para adjudicar al Club Atlético Chalaco, la parte sobrante del inmueble situado en la calle Castilla con una área de doscientos veinticuatro metros cuadrados (224.00 m²).
Este terreno fue cedido en compensacion por un terreno expropiado al Club Atlético Chalaco. En los años 70 este terreno fue vendido por el presidente del Club de entonces el dr. Manuel Figueroa Terry al Banco Continental pasando por otros dueños hasta llegar ahora en poder del Banco Interbank. El dr. Figueroa Terry llegó como inversionista y vendió propiedades del Club Atlético Chalaco con la finalidad de ascender con el club nuevamente a la Primera División del Perú, lo cual se logró al campeonar en la Segunda División 1972. Nunca se ha intentado recuperarlo legalmente ni se ha hecho un estudio del expediente de compra venta para ver la posibilidad de la existencia de alguna nulidad legal por presentar, (tal vez dejadez dirigencial, falta de recursos económicos o temor a litigar con una de las familias más poderosas del país, entre otras razones).
A mediados de 2008 el club tuvo como sede un local ubicado en la esquina de la avenida Sáenz Peña con el jirón Chincha en el Callao que ocupó hasta que Álex Kouri dejó la presidencia. En el 2010 se estrena un nuevo local en la avenida Federico Fernandini.para después ir a otro local en jirón los Heros n.º 170.

## jugadores

### Glorias Chalacas
Es imposible no recordar a grandes jugadores chalacos, tiempos donde aparecieron grandes estrellas futbolísticas que dieron todo por los colores que defendían. Destacan entre ellos.
- Telmo Carbajo. Primer caudillo y luego director técnico.[105] Iniciándose en el fútbol en 1904 con el Atlético Chalaco. Volviendo de nuevo a "la furia chalaca" para la temporada de 1906-1908, 1910-1911. Para algunos partidos en 1912 y 1913, y para las temporadas de 1917-1920 y 1926-1928.[106]Fue campeón con el Chalaco como director Técnico en el Campeonato Peruano de Fútbol de 1930 y dirigió también a la Selección de fútbol del Perú en el Campeonato Sudamericano 1935.[252]

- Manuel Puente. Centrodelantero campeón y máximo goleador en el Campeonato Peruano de Fútbol de 1930, aguerrido capitán del equipo tras el retiro de Telmo Carbajo.[108][109]

- Alfonso Saldarriaga. Fue un defensa destacado y muy técnico en los clubes donde jugó, y en las selecciones nacionales, por lo cual se ganó el apodo de "el sereno".[111][112]

- José Arana Cruz. Fue campeón con el Atlético Chalaco como jugador en el Campeonato Peruano de Fútbol de 1930, y como entrenador en el Campeonato Peruano de Fútbol de 1947. También fue campeón en los V Juegos Centroamericanos y del Caribe, con la selección de fútbol de Colombia en 1946.[114]y entrenador de Selección de fútbol del Perú en el Campeonato Sudamericano 1947.

- Domingo Raffo. Recio capitán que le dio la segunda corona al Chalaco en el Campeonato Peruano de Fútbol de 1947. Hijo de otro gran jugador llamado Juan Raffo que formó parte del recordado primer campeón nacional en 1918.

- Andrés Bedoya. El popular "cronómetro". Considerado como uno de los mejores laterales derechos en la historia del fútbol peruano.[118]Emigro a Colombia en la época de "el dorado", donde fue parte del equipo del Deportivo Independiente Medellín y su famosa "danza del sol". De regreso a Perú logró 2 subcampeonatos con el Atlético Chalaco en 1957 y 1958.

- Augusto Prado.[124]Defensa central que hizo la mayor parte de su carrera en Atlético Chalaco, le decían "hacha y machete" o el "doctor", pues "operaba" a sus rivales. Fue capitán del equipo de Atlético Chalaco que fue subcampeón del Campeonato Descentralizado 1979 y disputó la Copa Libertadores 1980.

### Goleadores
En el siguiente cuadro se muestran los máximos goleadores del año del Campeonato Peruano con la camiseta del Atlético Chalaco, tanto en la Era Amateur como en la Era Profesional, siendo el mayor goleador Gualberto Bianco con la cifra de 17 goles anotados en el año de 1953.
| Campeonato                  | Jugador          | Goles |
| --------------------------- | ---------------- | ----- |
| Campeonato Amateur 1930     | Manuel Puente    | 5     |
| Campeonato Profesional 1953 | Gualberto Bianco | 17    |

### Otros goleadores
Otros goleadores en los campeonatos fueron:
- Juan Sudman, con 4 goles en 1929.
- José Miñan, con 4 goles en 1930.
- Jorge Díaz Simonetti, con 11 goles en 1939.
- Félix Mina, con 16 goles y Juan Lecca[172]con 10 goles en 1947.
- Ernesto Morales, con 15 goles en 1948.
- Atilio López, paraguayo con 13 goles en 1953.
- Carlos Gambina, argentino con 10 goles en 1955.
- Bernabé Valverde.[254]
- Vicente Gambardella, argentino con 14 goles en 1958.
- Sigifredo Vargas, con 15 goles en 1960.
- Enrique Cassaretto, con 13 goles en 1973 y con 12 goles en 1974.
- Hugo Bustamante Silva, Manuel Lobatón, con 14 goles y Félix Suárez, con 10 goles en 1975.
- Pablo Muchotrigo, con 13 goles en 1976.[255]
- Alberto Eugenio, con 9 goles en 1980.
- Luis Enrique Camacho, con 10 goles en 1981.
- Alberto Agustín Castillo, con 11 goles en 1982.

## Palmarés

### Torneos Nacionales
| Competición nacional            | Títulos     | Subtítulos              |
| ------------------------------- | ----------- | ----------------------- |
| Primera División del Perú (2/4) | 1930, 1947. | 1948, 1957, 1958, 1979. |
| Segunda División del Perú (1/1) | 1972.       | 1971.                   |
| Campeonato de Apertura (2/1)    | 1948, 1953. | 1958.                   |

### Torneos Regionales
| Competición regional                | Títulos                                                                    | Subtítulos        |
| ----------------------------------- | -------------------------------------------------------------------------- | ----------------- |
| Etapa Regional - Región IV (0/1)    |                                                                            | 2002.             |
| Liga Departamental del Callao (4/2) | 2000, 2002, 2005, 2008. (Récord compartido)                                | 2001, 2006.       |
| Liga Provincial del Callao (5/0)    | 1932, 1934, 1935, 1966, 1970. (Récord compartido)                          |                   |
| Liga Distrital del Callao (11/3)    | 1992, 1996, 1997, 2000, 2001, 2004, 2005, 2007, 2008, 2012, 2022. (Récord) | 2002, 2009, 2013. |
| Campeonato Municipal del Callao (4) | 1907,1909, 1910, 1913.                                                     |                   |

### Torneos amistosos
| Nacionales                                  | Nacionales            |
| Competición                                 | Títulos               |
| ------------------------------------------- | --------------------- |
| Campeonato Municipal de Fiestas Patrias (4) | 1907,1909, 1910,1913. |
| Campeonato Pro - Monumento Jorge Chávez (1) | 1910.                 |
| Torneo Campeón Nacional (1)                 | 1918.                 |
| Olimpiada Nacional (1)                      | 1917.                 |
| Copa Presidencial - Arequipa (1)            | 1920.                 |
| Internacionales                             |                       |
| Competición                                 | Títulos               |
| Cuadrangular internacional de Guayaquil (1) |                       |

### Participaciones internacionales
| Torneo                           | Ediciones |
| -------------------------------- | --------- |
| Copa Libertadores de América (1) | 1980.     |

### Por competición
| Torneo                       | Temp. | PJ | PG | PE | PP | GF | GC | Dif. | Pts. | Mejor desempeño |
| ---------------------------- | ----- | -- | -- | -- | -- | -- | -- | ---- | ---- | --------------- |
| Copa Libertadores de América | 1     | 6  | 0  | 1  | 5  | 3  | 14 | -11  | 1    | Fase de grupos  |
| Total                        | 1     | 6  | 0  | 1  | 5  | 3  | 14 | -11  | 1    | —               |

## Participaciones internacionales
El historial internacional del Club Atlético Chalaco es amplio y numeroso, destacan partidos jugados en Costa Rica, Chile, Argentina, México, y Colombia, entre otros. También cabe resaltar la aportación al combinado del pacífico entre Perú y Chile en una gira por Europa con grandes resultados.

#### En Costa Rica
En 1927 el Chalaco realizó en el mes de abril un viaje a Costa Rica donde enfrentó al Club Sport La Libertad y al Club Sport Heredianoretornando con un saldo de una victoria, dos empates y una derrota. En el club viajaron el empresario Jack Gubbins y su hijo, el presidente del club Benjamin Puente, hermano de Manuel Puente, el arquero Enrique "lechería" Álvarez, Alfonso "el sereno" Saldarriaga, José "patuto" Arana, Enrique Condemarín, Adolfo Reyes, Néstor Lores, Gabino Balbuena, Manuel Benavides, Félix Muñoz, Genaro Verano, Braulio Valverde, Juan Bulnes, Manuel Dávila, Esteban Dagnino, Juan Sudman y Romeo Parravicini.

#### En Chile
[[Archivo:Atlético Chalaco en Chile, Los Sports, 1928-10-26 (294).jpg|miniaturadeimagen|Conjunto del Atlético Chalaco que se midió contra Colo-Colo en los Campos de Sports de Ñuñoa. En octubre de 1928 se convirtió en el primer equipo peruano que viajó a Chile, para jugar un torneo de fútbol, primero en la capital chilena, Santiago, contra el Colo-Colo el 28 de octubre de 1928, la victoria sería para el Colo Colo que ganó por 3 a 0 ante cerca de 10 mil espectadores en los campos de sport. El Chalaco estuvo conformado por el arquero Jorge Pardón, Alfonso Saldarriaga, Alberto Soria, Julio Córdova, José "patuto" Arana, Esteban Dagnino, Humberto Martínez Bodero, Alberto Montellanos, Alejandro Villanueva, Demetrio Neyra y Gabino Balbuena.Luego frente a Unión Española y Audax Italiano. Después el club viajó a Valparaíso donde venció a Santiago Wanderers. Luego enrumbo a Quillota para enfrentar al San Luis, el 14 de noviembre, donde perdió 3 a 4.Después regreso a Valparaíso para jugar frente a Everton, todo esto con el fin de curar heridas sobre la guerra del Pacífico entre ambos países. Para la gira contó en su plantel con los refuerzos de Alejandro Villanueva, Demetrio Neyra, Alberto Montellanos y Alberto Soria, del Club Alianza Lima. Obtuvo dos triunfos, tres empates y dos derrotas en tierras chilenas.

#### El Combinado del Pacífico
En 1933 el presidente del  Colo Colo Walter Sanhueza tuvo la idea de una selección de peruanos y chilenos para viajar a Europa y disputar una serie de partidos con los mejores clubes europeos como el Rangers Football Club, el Newcastle, el Bayern Múnich, el Real Madrid, el Barcelona entre otros.Es así que la idea la llevó a cabo el empresario peruano-irlandés Jack Gubbins, quien delego a su hermano Reynaldo Gubbins el ambicioso proyecto.La lista fue conformada por 20 jugadores, 13 de Universitario de Deportes el arquero Juan Criado, Arturo Fernández, Ricardo Del Río, Eduardo Astengo, Vicente Arce, Alberto Denegri, Plácido Galindo, Enrique Landa, Teodoro Fernández, Carlos Tovar, Pablo Pacheco, Luis de Souza Ferreira y Alfredo Alegre. 2 de Alianza Lima, Alejandro Villanueva y Juan Valdivieso, 2 de Atlético Chalaco, Alfonso Saldarriaga y Antonio Maquilón. Y 3 de  Colo Colo, Juan Montero, Roberto Luco, y Eduardo Schneeberger.Teodoro Fernández, fue el goleador con 27 goles en 31 partidos.

#### En Colombia
En 1941 el Atlético Chalaco viaja a Colombia llevando 2 trofeos para disputarse en diferentes ciudades Colombianas, uno donado por el presidente del Perú de aquel entonces, el Dr. Manuel Prado Ugarteche, y el otro donado por la compañía de cervezas del Callao. La delegación estuvo conformada por el presidente del club Eduardo Castillo, el DT. Justino Reyes, secretario Carlos Carrillo. Y los jugadores, en el arco Miguel "cañón" Paredes, Carlos "el pez volador" Ganoza. En la defensa Lorenzo López, Tulio Obando y Luis Lizárraga. En el mediocampo Rufino Lecca, Guillermo Andrade, Alfredo Biffi y Antonio Quiles. En la delantera, Juan Celi, Marcos López, Rafael Hakim, Edgardo Mabama, Víctor Reyes, Carlos Quiroz, Víctor Vargas y Luis Iturrizaga.
En un partido se jugó contra el Junior de Barranquilla, el 10 de abril, donde se dio un empate a 4 goles. Otro partido fue el 16 de marzo en la ciudad de Bogotá ante el club chileno Santiago Wanderers que estaba en una extensa gira por ese entonces, al cual derroto por 3 a 1.

#### En Guatemala
En mayo de 1948 el Atlético Chalaco viajó a Guatemala siendo campeón nacional, pues fue campeón el año anterior, donde disputó cuatro partidos uno el 29 de abril, los otros el 2, el 6 y el 9 de mayo respectivamente. Los primeros partidos fueron con los clubes locales más renombrados entre ellos el Club Social y Deportivo Municipal con el que empató a 1 gol por lado, luego con el Típografia Nacional, al cual derrotó por 2 goles a 1.
La delegación estuvo conformada por el presidente Enrique Álvarez Pejovez, el secretario Nicanor Claros, el delegado Víctor Díaz y el masajista Juan Espinoza. La plantilla fue con los arqueros Luis Bustamante y Carlos "el pez volador" Ganoza. Los defensas Eliseo Morales. Guillermo Aguilar y Juan Céspedes, en el mediocampo con Domingo Raffo, Juan Castillo Grandjean, René Rosasco y como refuerzo Lorenzo Pacheco Sánchez del Sport Boys Association. Los delanteros fueron Félix Mina, Luis "pata de mula" Rodríguez, Reynaldo Luna, Juan Lecca, Juan "pata" Alcázar, Ernesto "chicha" Morales y Rogelio Zevallos.

#### Cuadrangular en Ecuador
El domingo 1 de enero de 1956 en Ecuador se disputó un cuadrangular internacional para empezar el año y la temporada con Barcelona, Aucas, y Emelec junto al Atlético Chalaco, en el cual Barcelona, campeón local del año 1955, ganó al Aucas de Quito por 1 a 0. Por su parte, Atlético Chalaco del Callao, el cuadro más técnico del fútbol peruano de la época, superó 2 a 1 al vicecampeón guayaquileño Emelec. El miércoles 4, Barcelona superó 4 a 2 a Emelec en el clásico del Astillero, y el Chalaco goleó al Aucas de Quito 3 a 0. En la fecha final, el domingo 8, Emelec superó 5 a 3 al Aucas y Atlético Chalaco ganó el cuadrangular al derrotar 3 a 2 al Barcelona. Sobresaliendo el arquero Fernando Cárpena, que después integró la selección de fútbol del Perú, y el delantero central argentino Carlos Gambina, de gran técnica y soberbio disparó.

#### De nuevo Colombia
En enero de 1956 Atlético Chalaco devuelve la visita que hiciera el Millonarios Fútbol Club dos años atrás. El león porteño jugó dos partidos en la ciudad de Manizales donde en el primer partido empató 2 a 2 y en el segundo partido por el desempate ganó por 2 a 1, ganando así el Trofeo Feria de Manizales.

## Partidos Históricos

#### Campeonatos del Callao
Los títulos ganados en los campeonatos de 1907, 1909, 1910 y 1913, organizado por la Municipalidad del Callao le valió su primer apodo de "Campeón del Callao"..

#### Campeonato Pro-Monumento Jorge Chávez
En noviembre de 1910 se realizó el campeonato pro - Monumento Jorge Chávez, con el fin de recaudar fondos en honor al aviador caído en los alpes italianos. El campeonato fue con seis clubes, el Unión Cricket, el Club Unión Callao de Deportes, Club Leoncio Prado, Association Football Club, Club Jorge Chávez Nr. 1 y Atlético Chalaco, campeonato que fue suspendido hasta mediados del año 1911 debido a las fiestas de fin de año y el verano. Al reanudarse el campeonato llegaron a la final el Unión Cricket y el Atlético Chalaco, venciendo el león porteño, confirmando así su título de campeón del Callao.

#### La Primera Olimpiada Nacional
La primera Olimpiada Nacional se llevó a cabo en 1917 y en el campeonato de fútbol se impuso como invicto el Atlético Chalaco, incluso el empate con el José Gálvez.

#### Campeón Nacional
En 1918, el Club Atlético Chalaco se enfrentó al seleccionado de la Liga Peruana de Fútbol al que derrotó por 2-1 ganando el trofeo de "Campeón Nacional"..El equipo estuvo conformado por Rafael León, Claudio Martínez Bodero, Víctor Alcalde, Juan Raffo, Fernando Jordan, Juan Leva, Ambrosio Costa, Alfonso Gallardo, Pedro Ureta, Vicente Mendizabal y Telmo Carbajo.

#### Versus los Ingleses
A principios de 1919, llegó al puerto del Callao el crucero inglés Lancaster que en su tripulación tenía a varios jugadores. El partido sería entre el club más representativo del Callao y la tripulación del crucero inglés. El juego fue pactado en las inmediaciones de la pampa del mar bravo en el Callao. El resultado fue de un empate a cero goles. Lo cual sirvió para que se afianzaran las buenas relaciones entre ingleses y peruanos en el tema del foot ball, que tuvo como consecuencia las fundaciones de nuevos clubes por parte de los ingleses impulsando el deporte en el país.

#### Contra la Selección de Uruguay
El primer partido contra el Combinado Chalaco se dio el 30 de agosto donde los Uruguayos vencieron por 2 a 1, descontando para los peruanos Félix Muñoz. Se le concedió la revancha a los del puerto. Esto sucedió el 7 de septiembre de 1924, formando un combinado con el club Unión Buenos Aires, derrotó por 1 a 0 a un seleccionado uruguayo que había llegado en representación de la Asociación Uruguaya de Fútbol a jugar una serie de partidos amistosos en el país, siendo su única derrota ante este combinado, en un partido histórico frente a los uruguayos. El gol fue anotado de penal por Alfonso Saldarriaga.Actuaron en dicho partido Enrique Álvarez Pejovez, Vicente Gorriti y Alfonso Saldarriaga,Juan Leva, José Arana Cruz y Faustino Mustafich, Félix Muñoz, Esteban Dagnino, Manuel Puente,Víctor Gonzáles y Humberto Martínez Bodero, además en dicho partido destacaron los jugadores: Enrique "el macho" Salas, Juan Sudman y Antonio Maquilón,que años después sería capitán de la selección de fútbol de Perú en Copa del Mundo Uruguay 1930.

#### Frente al Real Madrid
A mediados de 1927 se formó un combinado de clubes del Callao, con los clubes Unión Buenos Aires, Sportivo Tarapacá y el Atlético Chalaco para jugar un encuentro contra el Real Madrid —entonces denominado Real Madrid Foot-Ball Club— que tuvo lugar el 14 de agosto de 1927 en el Antiguo Estadio Nacional de Lima. En encuentro que finalizó por 1-4 favorable a los visitantes fue parte de una serie de partidos correspondientes a la primera gira fuera de Europa que realizaron los madrileños,siendo Alfonso Saldarriaga, el autor del tanto local y primero de un conjunto peruano frente a los madrileños.
La Selección Chalaca, dirigida en aquel entonces por el uruguayo Raúl Blanco, estuvo conformada por Enrique Álvarez Pejovez (Atlético Chalaco); Alfonso Saldarriaga (Atlético Chalaco), Juan Manuel Vásquez (Unión Buenos Aires); Santiago Ulloa (Sportivo Tarapacá), José Arana Cruz (Unión Buenos Aires), Faustino Mustafich (Unión Buenos Aires); Julio Córdova (Atlético Chalaco), Manuel Puente (Atlético Chalaco), Esteban Dagnino (Atlético Chalaco), Juan Sudman (Atlético Chalaco) y Manuel Dávila (Atlético Chalaco), Junto al uruguayo Romeo Parravicini, Juan Bulnes y Félix Muñoz. 
Y el Real Madrid lo hizo de la siguiente manera: Manuel Vidal; Félix Quesada, Juan José Urquizu, Manuel Prats, Desiderio Esparza, Lope Peña, José María Muñagorri, Ramón Triana, López Manuel, José Gurucharri y Jerónimo Del Campo.

#### En la Gira del Colo Colo
En 1929 el Club Social y Deportivo Colo-Colo de Chile llegó al Perú devolviendo la visita al Atlético Chalaco que un año antes había realizado una gira por el vecino país. Es así que luego de jugar contra un combinado peruano, contra el Club Alianza Lima y contra el Club Ciclista Lima Association, el 8 de junio se enfrenta al Atlético Chalaco en el Estadio Nacional del Perú, en el cual el león porteño derrotó por 4 a 0 a los colocoleños. Los jugadores chalacos fueron: Enrique Álvarez Pejovez, Antonio Maquilón, Alfonso Saldarriaga, Enrique Salas, José Arana Cruz, Faustino Mustafich, Juan Rivero, Miguel Rostaing, Manuel Puente, Juan Bulnes, Lizardo Rodríguez Nue. Los goles fueron 1 de Juan Bulnes, y 3 goles de Miguel Rostaing.

#### Contra el Atlético Defensor
Este partido se dio en 1929. Atlético Defensor era un equipo muy fuerte, y en su gira por nuestro país, solo perdió dos de los seis partidos que jugó. Los uruguayos cayeron ante la «U» y Atlético Chalaco, pero vencieron a Association F.B.C. y Sport Progreso, y empataron dos partidos ante Alianza Lima.
Defensor Sporting Club es producto de la fusión del 15 de marzo de 1989 del Club Atlético Defensor (fútbol y baloncesto, fundado el 15 de marzo de 1913) y el Sporting Club Uruguay (baloncesto, fundado el 14 de septiembre de 1910), considerándose como la continuación de los mismos en sus respectivas ramas. Actualmente es el tercer club más ganador del país, únicamente superado por los denominados "grandes del fútbol uruguayo", Nacional, Peñarol.

#### Enfrentando al Olimpia
En 1930 el Olimpia de Paraguay realizó una gira por Perú enfrentando en primer encuentro a un combinado chalaco. El partido se realizó en el Stadium Nacional de Lima el domingo 8 de mayo, donde empataron 1 a 1. El ‘Decano’ paraguayo reforzado con cuatro jugadores de los equipos Atlántida, Sportivo Luqueño y Sol de América, solo logró empatar casi al final del encuentro.
El conjunto porteño alineó con Jorge Pardón; Mario de las Casas y Antonio Maquilón; Faustino Mustafich, José Arana Cruz y Enrique Salas; Julio Ramírez, Miguel Rostaing, Manuel Puente, Alfonso Saldarriaga y Lizardo Rodríguez Nue. Los paraguayos por su parte con Antonio Brunetti; Quintero Olmedo y Fernando Romero; Santiago Benítez, Alfredo Brítez y Romildo Etcheverry; Rogelio Etcheverry, Desiderio Álvarez, Aurelio González, Luis Vargas Peña y Silvio Molinas.

#### Ante el Club Atlético Bella Vista
.

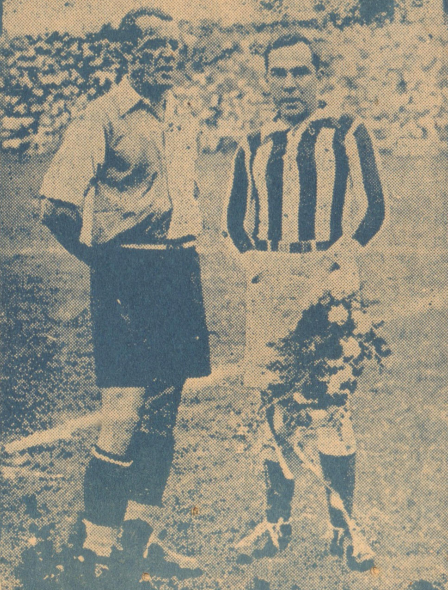
Manuel Puente (derecha) junto al uruguayo José Nasazzi, antes del partido con el Club Atlético Bella Vista

Tras la caída del Presidente Augusto B. Leguia por el golpe de Estado del comandante Luis Sánchez Cerro, el fútbol paso un periodo de intranquilidad. Al recuperarse la calma se realizaron partidos internacionales. Desde diciembre de 1930 y mayo de 1931 el Club Atlético Bella Vista de Uruguay protagonizó una gira por toda América, la cual se conoció como la "segunda gira más extensa de un club uruguayo". Para esa ocasión el papal se reforzó con 7 campeones del mundo.El 28 de diciembre el Día de los Santos Inocentes, al frente, el campeón vigente Atlético Chalaco reforzado, da pase a un Combinado Chalaco con su capitán Manuel Puente a la cabeza. El resultado del partido fue de un empate a cero goles, donde destacaron los mundialistas peruanos Jorge Pardón, Antonio Maquilón y Mario de las Casas.

#### En la Gira del Hayduk (Croacia)
En 1931 el equipo de la antigua Yugoslavia, hoy Croacia, el Club Hayduk, cumplió una gira por cuatro países americanos con doce amistosos.
En el Perú tras su primer triunfo ante Universitario de Deportes al cual venció por 3 a 0, le tocó enfrentar a Alianza Lima el 15 de febrero. El equipo de la Victoria recién cumplía 30 años de fundación y goleó 4 a 0 al Hajduk.Finalmente el club europeo ya estaba listo para enfrentar al campeón vigente, el Club Atlético Chalaco, al cual venció por 3 goles a 0.

#### En Disputa con el Sao Paulo
Fue un domingo 28 de octubre de 1945, cuando el equipo Chalaco se enfrentaba al colosal equipo de Sao Paulo del Brasil.Los brasileros llegaban con todas sus figuras estelares. Todo el Callao se levantó de sus asientos para aplaudir la salida al campo de juego del Estadio Nacional al León Porteño. 
Desde el inicio del partido se nota la calidad de los brasileros, dando pases precisos, bastante velocidad en su accionar y un desplazamiento rápido de sus jugadores. Indiscutiblemente, la figura que destacaba era el argentino Antonio Sastre, tenía una destreza propia del brasilero. También destacaba su mediocampo que era de hombre fuertes, con mucha técnica en sus pies, y sobre todo el capitán Leônidas da Silva "la perla negra", goleador en la Copa Mundial de Fútbol de 1938.
La formación del Atlético Chalaco fue con Luis Bustamante, Humberto Crescimbeni, Guillermo Aguilar, Juan Castillo Grandjean, Alejandro González Ramírez, René Rosasco, Luis Rodríguez, como refuerzo Roberto "tito" Drago, Félix Mina, Reynaldo "perejil" Luna, y Zegarra, también alternaron Juan Alcázar, Jacinto Villalba y Carlos Torres Morales. Por parte del conjunto de Sao Paulo, formaron con Gigo, Piolín, Renganeschi, Bauer, Rui Campos, Jacob, Barrios, Sastre, Leônidas, Remo, Texeira. El score final fue de un 1 gol por cada bando.

#### Versus el Botafogo
El Botafogo llegó al Perú entre diciembre y enero de 1945-1946. Perdió contra Atlético Chalaco 3-1, con Municipal 5-0, con la U, 4-0 y empató con el Combinado Sucre-Alianza 1-1. 
Muchos jugadores destacados fueron Heleno de Freitas, Garrincha, Didi, Quarentinha, Amarildo, Zagallo, Nilton Santos, el arquero Manga entre otros.

#### En la Gira del Millonarios
En la década de los 50 el Millonarios Fútbol Club de Colombia realizó una extensa gira por casi todo América enfrentando a clubes de Brasil, Chile, Argentina,  Uruguay y Perú donde jugó ante Alianza Lima, Sporting Cristal, Universitario de Deportes y en febrero de 1954 ante Atlético Chalaco, con el cual perdió por 1 a 0.

## Plantillas
Las plantillas del Atlético Chalaco han sido diversas entre futbolistas y entrenadores como los históricos Telmo Carbajo y Manuel Puente, el uruguayo Romeo Parravicini, el primer futbolista extranjero en jugar en Perú, el francés Victor Bachoir, los argentinos Gualberto Bianco, Vicente Gambardella, y Miguel Bustos. Entrenadores como Juan Bulnes, el griego Yiannis Georgiadis, el argentino Francisco Villegas, y Horacio Baldessari, entre otros.

### Plantillas Campeonas

#### Campeonato Peruano de Fútbol de 1930
Liga Provincial de Fútbol de Lima Organizado por la Federación Peruana de Fútbol
| Alineación: - Enrique Álvarez - Carlos Ureta - Faustino Mustafich - Juan Rivero - José Arana - Enrique Salas - Humberto Martínez Bodero - Miguel Rostaing - Manuel Puente - Aurelio Arana - José Miñán |  | Enrique Álvarez Carlos Ureta Faustino Mustafich Juan Rivero José Arana Enrique Salas Miguel Rostaing Aurelio Arana Manuel Puente Humberto Martínez Bodero José Miñan |
| |  | |
| Enrique Álvarez Carlos Ureta Faustino Mustafich Juan Rivero José Arana Enrique Salas Miguel Rostaing Aurelio Arana Manuel Puente Humberto Martínez Bodero José Miñan                                   |  | |

DT:  Telmo Carbajo
- Plantel: Enrique "Lechería" Álvarez, Juan Alcócer, Aurelio Arana, Carlos Ureta, José "patuto" Arana, Jorge Aguirre, Héctor Lores, Enrique "el macho" Salas, Faustino Mustafich, Ernesto Niezen, Juan Rivero Villar, Miguel Rostaing, Juan Ruiz, José Miñán, Humberto Martínez Bodero, Eduardo Torres y Manuel Puente.

- Goleador: Manuel Puente con 4 goles.
- Jugadores con más partidos: Enrique Álvarez Pejovez, Carlos Ureta, Juan Rivero Villar, Miguel Rostaing, Aurelio Arana, José Miñán y Manuel Puente jugaron los 5 partidos del torneo.

#### Campeonato Peruano de Fútbol de 1947
Campeonato de Selección y Competencia de la División de Honor del Fútbol Peruano Organizado por la Federación Peruana de Fútbol
| Alineación: - Humberto Becerra - Eliseo Morales - Carlos Torres Morales - Juan Castillo Grandjean - Domingo Raffo - René Rosasco - Luis Rodríguez García - Juan Lecca - Félix Mina - Reynaldo Luna - Ernesto Morales |  | Humberto Becerra Eliseo Morales Carlos Torres Juan Castillo Domingo Raffo René Rosasco Juan Lecca Reynaldo Luna Luis Rodríguez Félix Mina Ernesto Morales |
| |  | |
| Humberto Becerra Eliseo Morales Carlos Torres Juan Castillo Domingo Raffo René Rosasco Juan Lecca Reynaldo Luna Luis Rodríguez Félix Mina Ernesto Morales                                                            |  | |

DT:  José "patuto" Arana
- Plantel: Humberto Becerra, Miguel "cañón" Paredes, Luis Bustamante, Carlos Torres Morales, José Béjar, Guillermo "periquete" Aguilar, Armando Agurto, Eliseo "chaveta" Morales, Juan Alcázar, Juan Castillo Grandjean, René Rosasco, Domingo Raffo, Juan Lecca, Víctor León, Reynaldo "perejil" Luna, Julio Navarrete, Luis Rodríguez García, Ernesto "chicha" Morales, y Félix Mina.

- Goleador: Félix Mina con 16 goles.
- Jugadores con más partidos: Humberto Becerra, Juan Lecca y Félix Mina jugaron los 21 partidos del torneo.

### Plantillas Subcampeonas

#### Campeonato Peruano de Fútbol de 1948
Campeonato de Selección y Competencia de la División de Honor del Fútbol Peruano Organizado por la Federación Peruana de Fútbol
| Alineación: - Luis Bustamante - Armando Agurto - Guillermo Aguilar - Juan Castillo Grandjean - Domingo Raffo - René Rosasco - Luis Rodríguez García - Juan Lecca - Félix Mina - Reynaldo Luna - Ernesto Morales |  | Luis Bustamante Luis Bustamante Armando Agurto Guillermo Aguilar Juan Castillo Domingo Raffo René Rosasco Juan Lecca Reynaldo Luna Luis Rodríguez Félix Mina Ernesto Morales |
| |  | |
| Luis Bustamante Armando Agurto Guillermo Aguilar Juan Castillo Domingo Raffo René Rosasco Juan Lecca Reynaldo Luna Luis Rodríguez Félix Mina Ernesto Morales                                                    |  | |

DT:  Raúl Pardón
- Plantel: Luis Bustamante, Carlos "el pez volador" Ganoza, Santiago Hart, Armando "tuta" Agurto, Eliseo "chaveta" Morales, Guillermo Aguilar, Juan Cabanillas, Domingo Raffo, Juan Alcázar, Juan Castillo Grandjean, René Rosasco, Juan Lecca, Carlos Arias, Enrique Jordan, Reynaldo "perejil" Luna, Ernesto "chicha" Morales, Pedro Valdivia, Luis Rodríguez García, Félix Mina, Augusto Alvarado.

- Goleadores: Ernesto Morales con 15 goles y Félix Mina con 13 goles.

#### Campeonato Peruano de Fútbol de 1957
Campeonato Profesional de la Primera División del Perú Organizado por la Asociación Central de Fútbol
| Alineación: - Adolfo Riquelme - Jaime Cruz - Lorenzo Flores - Andrés Bedoya - José Arróspide - René Rosasco - Vito Andrés Bártoli - Segundo Guevara - Oscar Salas - Pablo Castillo - Víctor Montoya |  | Adolfo Riquelme Jaime Cruz Andrés Bedoya Lorenzo Flores José Arrospide René Rosasco Vito Andrés Bártoli Segundo Guevara Oscar Salas Pablo Castillo Víctor Montoya Víctor Montoya |
| |  | |
| Adolfo Riquelme Jaime Cruz Andrés Bedoya Lorenzo Flores José Arrospide René Rosasco Vito Andrés Bártoli Segundo Guevara Oscar Salas Pablo Castillo Víctor Montoya                                   |  | |

DT: César Viccino
- Plantel: Adolfo Riquelme, Benjamin Ugaz, Jaime Cruz, Oswaldo Elcolobarrutia, Rafael Farfan González, Adolfo "fitin" Cabada, José Arróspide, Lorenzo Flores, René Rosasco, "sabino" Bártoli, Ricardo Hurtado, Segundo Guevara, Oscar Salas, Jorge Saravia, Víctor Montoya, Carlos Colán, René García, Carlos Gambina, Pablo Castillo y Marco Nieto.

#### Campeonato Peruano de Fútbol de 1958
Campeonato Profesional de la Primera División del Perú Organizado por la Asociación Central de Fútbol
| Alineación: - Adolfo Riquelme - Jaime Cruz - Lorenzo Flores - Andrés Bedoya - José Arróspide - René Rosasco - Vito Andrés Bártoli - Segundo Guevara - Oscar Salas - Vicente Gambardella - Víctor Montoya |  | Adolfo Riquelme Jaime Cruz Andrés Bedoya Lorenzo Flores José Arróspide René Rosasco Vito Andrés Bártoli Segundo Guevara Oscar Salas Vicente Gambardella Víctor Montoya Víctor Montoya |
| |  | |
| Adolfo Riquelme Jaime Cruz Andrés Bedoya Lorenzo Flores José Arróspide René Rosasco Vito Andrés Bártoli Segundo Guevara Oscar Salas Vicente Gambardella Víctor Montoya                                   |  | |

DT: Francisco Villegas
- Plantel:Adolfo Riquelme, Benjamin Ugaz, Jaime Cruz, Oswaldo Elcolobarrutia, José Arróspide, Lorenzo Flores, René Rosasco, "sabino" Bártoli, Ricardo Hurtado, Oscar Salas, René García, Segundo Guevara, Pablo Castillo, Víctor Montoya, Vicente Gambardella y Marco Nieto.

- Goleador: Vicente Gambardella con 14 goles.

#### Campeonato Descentralizado 1979
Campeonato Descentralizado Organizado por la Federación Peruana de Fútbol.
| Alineación: - Fernando Apolinario - Gonzalo Cayo - Jesús Ramón Neyra - Augusto Prado - Julio Luna Portal - Víctor Benavides - Víctor Matthias - Alberto Castillo - Alejandro Pozú - Manuel Motta - Félix Suárez |  | Fernando Apolinario Gonzalo Cayo Jesús Neyra Augusto Prado Víctor Matthias Víctor Benavides Julio Luna Alberto Castillo Alejandro Pozú Manuel Motta Félix Suárez |
| |  | |
| Fernando Apolinario Gonzalo Cayo Jesús Neyra Augusto Prado Víctor Matthias Víctor Benavides Julio Luna Alberto Castillo Alejandro Pozú Manuel Motta Félix Suárez                                                |  | |

DT:  César Cubilla
- Plantel: Fernando Apolinario, Alejandro Aparicio, David Espinoza. Óscar Arizaga, Augusto "hacha y machete" Prado, Gonzalo Cayo, Jesús "cachucho" Neyra, Julio Luna, Heder "échame agua" Ríos, Javier Chirinos. Víctor Matthias, Luis Duarte, Víctor "pichicho" Benavides, Aldo Dueñas, Alejandro Pozú, José Sierra, Félix Suárez, Oswaldo Flores, Walter Escobar, Mario Gutiérrez, Manuel Mellán, Alberto "chochera" Castillo, Luis Enrique Camacho, Manuel Motta, y Pablo Muchotrigo.

## Presidentes

Pedro Morante Yarleque, actual presidente del Club Atlético Chalaco

César Rivera fue el primer presidente de la institución y también delantero y capitán del equipo en los primeros años de su fundación. 
Entre los presidentes que tuvo Atlético Chalaco destaca Claudio Martínez Bodero, quien había sido defensa central del club en los años 1910 y posteriormente presidente entre los años de 1918 y 1934. Además fue fundador y primer presidente de la Federación Peruana de Fútbol en 1922, cargo que desempeñó hasta 1926.Luego fue integrante de la delegación en el Campeonato Sudamericano 1929 y presidente de la delegación peruana que participó en los Juegos Olímpicos de Berlín 1936. Ese mismo año fue reelegido como presidente de la Federación Peruana de Fútbol para un nuevo período, cargo que ocupó hasta 1937. Presidió también la delegación peruana en el Campeonato Sudamericano 1937.
Otros presidentes fueron también César Morales, Alberto Pautrat, Eduardo Parodi Patrón, Benjamin Puente, Pedro Castro, Atilio Bossio, Santiago Allemant, Eduardo Castillo, Mario Chiabra, Claudio Martínez Mur, el Ing. Adan Vargas Figallo, Adolfo Hurtado, el Dr. Manuel Figueroa Terry, Felipe Cama Razuri, Álex Kouri, Pablo Camacho, Joel Ramos Viera, entre otros.

### La Primera Directiva
| Dirigente                    | Cargo          |
| ---------------------------- | -------------- |
| César Rivera                 | Presidente     |
| Guillermo Constantino Dódero | Vicepresidente |
| Roberto Suárez               | Prosecretario  |
| Jesús Martínez               | Tesorero       |
| Federico Ramón hijo          | Fiscal         |
| Samuel Mourre                | Vocal          |
| Manuel Reaño                 | Vocal          |

### Directiva 2020 -2025
| Dirigente                    | Cargo          |
| ---------------------------- | -------------- |
| Pedro Morante Yarleque       | Presidente     |
| Julio Campaña Toro           | Vicepresidente |
| Ruby Tirado Zamudio          | Secretaría     |
| César Campaña Toro           | Tesorero       |
| Victorio Bravo Zambrano      | Protesorero    |
| Carmen Campaña Toro          | Vocal          |
| Pedro Morante Baluarte       | Vocal          |
| Wilfredo Sánchez Hoyos       | Vocal          |
| Guillermo Contreras Quiñones | Vocal          |
| Juan Villar Aguilar          | Vocal          |

### Socios
Los socios del Club Atlético Chalaco siempre han estado presentes desde la fundación del club, como la ocurrida en casa del Capitán de Navío Federico Rincón, padre de Alberto y Federico Rincón, socios y fundadores del Chalaco.
Los socios del Chalaco se dan íntegros luchando e incentivando los colores del club a las nuevas generaciones en la cultura popular, pues es un club nacido en el seno del pueblo y para el pueblo, reuniéndose y organizando actividades, invitando a los hinchas, jugadores, exjugadores, amigos, y simpatizantes en general a ser parte de la fiesta chalaca.
Las actas siempre están abiertas para nuevos socios, fortaleciendo así el crecimiento y desarrollo de la institución deportiva chalaca.
En el año 2021 se lanzó el Chalaco Card una tarjeta que otorga beneficios y descuentos a sus afiliados, promoviendo el apoyo al Club Atlético Chalaco. Al ser miembro, se accede a descuentos en diversos establecimientos aliados, como restaurantes y otros negocios. La tarjeta también es una forma de apoyar económicamente al club. 

#### Aniversario
Cada año en el día de aniversario de la fundación del club, el 9 de junio se celebra una gran fiesta renovando el compromiso con la institución y mostrando que el León continua en su camino. Las celebraciones se han realizado en diversos lugares, como el club de tiro de bellavistaentre otros lugares identificados con los colores del Atlético Chalaco.

#### Juicio ganado
El 15 de octubre del 2003, se escribe la nueva historia para el club, la tercera sala penal de justicia del Callao, devuelve al histórico club al puerto, al lado de sus hinchas, tras 20 años de ardua lucha, este proceso tuvo su fruto pues en un letargo de manejarse a puertas cerradas durante más de 20 años, pero tras 10 "comité de recuperación" el último que logró esta gran hazaña, fue el encabezado por Felipe Cama con la ayuda de Carlos Peréz Gando, iniciando así la gesta de recuperar al club en tiempo récord, con 5200 firmas de las 7 mil inscritas. La Tercera Sala Civil del Callao devuelve el club al pueblo del Callao, es ahí que el Atlético Chalaco, es nombrado como "PATRIMONIO HISTÓRICO DEL FÚTBOL CHALACO".

## Rivalidades
Debido a su arrastre y popularidad entre la afición, el Club Atlético Chalaco tiene rivalidades históricas con el Club Alianza Lima.y con el Sport Boys Association.Sendos clásicos que llevan décadas de pasión, lucha y honor.

### Clásicos Lima - Callao
Atlético Chalaco jugaba los antiguos Clásicos Lima-Callao contra el Unión Cricket, el Association Football Club, que luego sería el Club Ciclista Lima Association y el Club Alianza Lima.Siendo encarnizados encuentros que muchas veces terminaban en batallas campales, entre jugadores, entre hinchas y contra los árbitros.
- Con Unión Cricket desde 1908

El gran Unión Cricket, fue uno de los primeros y mejores equipos de fútbol de la élite limeña de la época. El último encuentro frente al Atlético Chalaco, fue llevado en el campo de Santa Beatriz el jueves 29 de junio de 1911.
| Club Unión Cricket (21 años) | Club Atlético Chalaco (123 años) |  |

- Con Association Football Club desde 1908

El Atlético Chalaco tenía rivalidad con el Association Football Club, con lo que nació la primera rivalidad entre equipos de Lima y Callao. El primer enfrentamiento entre ambos clubes fue en 1908, terminando en batalla campal.En 1927 el Association Football Club se fusionó con el Unión Ciclista Peruana, naciendo así el Club Ciclista Lima Association.
| Association Football Club (29 Años) | Club Atlético Chalaco (123 años) |  |

- Con Ciclista Lima Association desde 1927

| Club Ciclista Lima (128 años) | Club Atlético Chalaco (123 años) |  |

- Con Alianza Lima desde 1911

El Atlético chalaco tiene una fuerte rivalidad con el Club Alianza Lima con el que juega los antiguos, Clásicos Lima-Callao. El primer Clásico se jugó en 1911 cuando Alianza Lima se llamaba Sport Alianza.
El primer partido oficial, tras crearse la Federación Peruana de Fútbol, fue en el Campeonato Peruano de Fútbol de 1926. El 3 de octubre, en el Estadio Nacional, Atlético Chalaco ganó por 5 a 2 al Club Alianza Lima con 2 goles de Manuel Puente y 1 gol de Juan Sudman y 1 gol de Adolfo Reyes. La alineación del cuadro porteño fue con: Enrique "lecheria" Álvarez; Manuel Benavides, Néstor Lores; Braulio Valverde, Esteban Dagnino, Nicanor Reyes; Félix Muñoz, Manuel Puente, Telmo Carbajo, Juan Sudman y Adolfo "monin" Reyes.
En el Campeonato de 1930 el Chalaco le ganaría al Alianza Lima un título nacional al voltearle el marcador 2 a 1, consagrándose así campeón por primera vez de la mano de uno de sus ídolos Manuel "manolo" Puente.
Las mayores goleadas registradas en este clásico fue de 5 a 1 a favor del cuadro porteño en el Campeonato Peruano de Fútbol de 1957,y de 9 a 0 a favor de los limeños en el Campeonato Peruano de Fútbol de 1962.
| Club Alianza Lima (124 años) | Club Atlético Chalaco (123 años) |  |

### Clásico Porteño
- Con Sport Boys desde 1937

Atlético Chalaco ha tenido una rivalidad de larga data con el Sport Boys Association, con quien disputa el denominado Clásico Porteño.
El primer encuentro se dio el 6 de junio en el Campeonato Peruano de Fútbol de 1937 en el Estadio Nacional del Perú en Lima resultando un empata de 3 a 3.
Club Atlético Chalaco: Jorge Gárces; Pedro Paulet, Pedro Valdez; Juan Rivero, Pedro Bedoya, Enrique Salas; Luis Quiles, Augusto Otero, Marcial Albarracín, Alejandro Quiroz Noli y Fidel Ramírez.
Sport Boys Association: Víctor Marchena; Narciso León, Guillermo Pardo; Pedro Moncada, Segundo Castillo, Carlos Portal; Teodoro Alcalde, Pedro Ibáñez, Jorge Alcalde, Andrés Álvarez y Enrique Aróstegui.
La mayor goleada que se registró en este clásico fue de 4 a 0 a favor del chalaco en el Campeonato Peruano de Fútbol de 1945.y de 10 a 2 a favor de los rosados en el Campeonato Peruano de Fútbol de 1951.
Por el título
Ambos equipos llegaron a disputar el Campeonato Peruano de Fútbol de 1958, en el que el Sport Boys se consagraría Campeón Nacional.
| Club Atlético Chalaco (123 años) | Sport Boys Association (98 años) |  |

## Símbolos
Los símbolos del Club Atlético Chalaco están ligados a su trayectoria, triunfos y gloria desde su fundación, siendo ya más de cien años de recorrido en todas las canchas, acompañado de su escudo, bandera, himno, mascota y la clásica camiseta a rayas.

### Himno
En 1973 salió a la venta un disco de vinil, que en el lado A figuraba la polca "Furia Chalaco" interpretado por Jorge Nicolás Pérez López, y en el lado B la canción "Nostalgia Chalaca", en la voz de la cantante criolla Jesús Vásquez, "la Reina y Señora de la Canción Criolla". Es así que la canción adoptada como himno por el club es "Furia Chalaco" que fue escrita por Francisco Quiroz Tafur, por aquel entonces capitán de la Marina de Guerra del Perú. Quiroz fue además creador del himno de dicha institución y de la polca "Vamos Boys" dedicada al otro club del puerto, Sport Boys. Ambas polcas fueron interpretadas excelentemente por Jorge Nicolás Pérez López, conocido como "El Carreta", cantante, guitarrista y compositor peruano, de importante presencia en la historia de la música criolla.

#### Himno completo
Muchachos tres hurras por el Atlético Chalaco... ji ji raaa ji ji raaa ji ji raaa
¡Bravo! ¡Arriba Chalaco con furia chalaco!
Sale otra vez a la cancha,
rugiendo el viejo león,
su casaquilla de franjas,
vuelve a brillar bajo el sol.
La tradición nos embriaga,
nos hace ver en acción,
un sereno Saldarriaga al quite en la zaga, junto a Maquilón.
Y a todos esos muchachos, que en viejas tardes de sol... 
Ganaron para el Chalaco, renombre de guapos por aclamación.
Ganaron para el Chalaco, renombre de guapos por aclamación.
«¡Furia Chalaco! en Cantolao
o en el Mar Bravo... Chim Pum Callao
¡Furia Chalaco! en el Potao
o en José Díaz... Chim Pum Callaoo»
Ahora león porteñooo con furia chalacoooo ¡bravo! ¡bravo! ahí vieneee es el león porteñooo
En Atlético Chalaco, siempre se busca otro gol, goooollll...
los pasesitos de taco, ponen furioso al león.
Eso fue "manolo" Puente, no le importaba sangrar, con su pañuelo en la frente, pedía pelota para cabacear, venia el pase exigente, pegaba el salto final, junto con diez y la bola, rompía las piolas del arco rival, por eso fuerza muchachos, y Furia Chalaco, así hay que jugarrr.
«¡Furia Chalaco! en Cantolao
o en el Mar Bravo... Chim Pum Callao
¡Furia Chalaco! en el Potao
o en José Díaz... Chim Pum Callaoo
Chim Pum Callaoo... Chim Pum Callaooo... Chim Pum Callaoooo»

### Escudo
A lo largo de las décadas el escudo del Club Atlético Chalaco ha variado ligeramente, pero siempre conservando los clásicos colores rojo y blanco. El escudo está inspirado en los escudos de armas que portaban los caballeros medievales en épocas de contienda.

#### Escudo Histórico
El escudo original y oficial del Club Atlético Chalaco es de un ligero borde negro, fondo blanco, redondeado, puntiagudo tres veces en la parte superior y una vez en la parte inferior. En la parte superior por dentro el nombre del club y encima por fuera el año de fundación: 1902. En la parte inferior las clásicas cinco franjas verticales rojas.

#### Escudo Actual
Actualmente, desde el 2021, el escudo fue rediseñado En la parte superior por fuera a los lados se le agregaron las dos coronas que representan los dos títulos nacionales obtenidos, se retiró el año de fundación del club: 1902, y se colocó dentro de una cinta que rodea el escudo en la parte inferior.
También dos escudos que se usan en la web de actividades. Uno con borde blanco, y fondo blanco, redondeado, puntiagudo tres veces arriba y una abajo, con dos casillas rojas arriba, y dentro, dos estrellas que simbolizan los dos títulos nacionales obtenidos, y abajo las clásicas cinco franjas verticales rojas. Y además otro escudo de igual forma, pero con el borde rojo.

#### Otros Escudos
Hay escudos que usaron directivas anteriores, como el escudo de borde negro, fondo blanco, redondeado, puntiagudo tres veces arriba y una vez abajo. Por dentro, en la parte superior el año de fundación y debajo el nombre del club. Y en la parte inferior, las clásicas cinco franjas verticales rojas. Y otro escudo igual pero de borde dorado.
Otro escudo es también redondeado, fondo blanco, con una punta arriba y los lados inclinados. En la parte superior el nombre del club, sin el año de fundación. Y en la parte inferior las cinco clásicas franjas verticales rojas.
También el escudo que usa la división E-Sport el cual es con una cabeza de león de perfil en blanco y negro, y encima el escudo actualizado con las dos estrellas por fuera que simbolizan los dos títulos nacionales obtenidos y por dentro el nombre del club y abajo encima el nombre E-Sport con el año de fundación del Club Atlético Chalaco.

### Bandera

Bandera del Club Atlético Chalaco

La bandera del Club Atlético Chalaco lleva los colores del Perú puesto de manera horizontal.

Eran los tiempos en que poco a poco se estaba superando la guerra del Pacífico, una época difícil, pues seguía la ocupación del Perú en el sur por los chilenos, y a muchas instituciones le daban un temor el emblema de la nación peruana, pero el Club Atlético Chalaco adoptó los colores de la bandera peruana.

Banderín del Club Atlético Chalaco

### Mascota
Tradicionalmente el Club Atlético Chalaco es conocido como "el León Porteño" por su juego aguerrido, es por ello que la mascota oficial del club es un león, el cual ha sido diseñado de varias maneras en diversas épocas, ya sea en banderines, banderas o murales y diversos artículos.

### Uniforme
La camiseta en los inicios del fútbol era con cuello camisa con pasadores, el escote de camiseta polo, también conocido como cuello de tenis o escote de camisa de golf, es un estilo clásico y deportivo que combina la comodidad de una camiseta con la sofisticación de una camisa con cuello. Camisetas con mangas raglán, también conocidas como camisetas de béisbol, se caracterizan por sus mangas de colores contrastantes, que se extienden en una sola pieza continua hasta el escote, la cual era característica camiseta de los primeros equipos peruanos en las primeras décadas del siglo veinte.
La clásica y legendaria vestimenta titular del Club Atlético Chalaco ha variado a través del tiempo, pero siempre manteniendo sus colores tradicionales del rojo y blanco, los colores del Perú. Las variaciones fueron en el grosor y cantidad de franjas en la camiseta, el pantalón siempre blanco a excepción del año 1985 y 1988 que fue azul y el año 2008 que fue roja, y en el color de las medias en algunas épocas alterno las clásicas medias blancas con el rojo y el negro.
- Uniforme titular: Camiseta blanca con bastones rojos, pantalón blanco, medias blancas.
- Uniforme alternativo: Camiseta blanca, pantalón rojo, medias rojas.

#### Titular Histórico 1902 a 1925
Campeonatos Municipales del Callao y Campeonatos Diversos
| 1902-1911 | 1912-1913 | 1914-1922 | 1923 | 1924-1925 |  |

#### Titular Histórico 1926 a 1931
Liga Provincial de Fútbol de Lima Organizado por la Federación Peruana de Fútbol
| 1926 | 1927-1929 | 1930 | 1931 |  |

#### Titular Histórico 1932 a 1936
Liga Provincial de Fútbol del Callao y Torneo Peruano Extraoficial de 1936
| 1932 | 1933 | 1936 Inicial | 1936 Final |  |

#### Titular Histórico 1937 a 1962
Campeonato de la División de Honor de la Liga Nacional de Football. Organizado por la Federación Peruana de Fútbol
| 1937 | 1939 |  |

Campeonato de Selección y Competencia de la División de Honor del Fútbol Peruano. Organizado por la Asociación No Amateur
| 1943-1944 | 1945-1946 | 1947 Inicial | 1947 Final | 1948 | 1949 |  |

Campeonato Profesional de la Primera División del Perú Organizado por la Asociación Central de Fútbol
| 1951 | 1952 | 1953 Inicial | 1953 Final | 1954 Inicial | 1954 Final |  |

| 1955 Inicial | 1955 Final | 1956 Inicial | 1956 Final | 1957 Inicial | 1957 Final |  |

| 1958 Inicial | 1958 Final | 1959 | 1960 | 1961 |  |

Campeonato Profesional de la Primera División del Perú Organizado por la Asociación Deportiva de Fútbol Profesional
| 1962 |

#### Titular Histórico 1963 a 1972
Segunda División del Perú y Liga Provincial de Fútbol del Callao
| 1963-1964 | 1967 | 1970 | 1972 |  |

#### Titular Histórico 1973 a 1985
Campeonato Descentralizado Organizado por la Federación Peruana de Fútbol
| 1973 Inicial | 1973 Final | 1974-1977 | 1978 | 1979 | 1980 |  |

| 1981 Inicial | 1981 Final | 1982 Inicial | 1982 Final | 1983 Inicial | 1983 Final |  |

 Campeonatos Regionales Organizado por la Federación Peruana de Fútbol
| 1984 | 1985 Inicial | 1985 Final |  |

#### Titular Histórico 1986 a 1989
Segunda División del Perú y Copa Perú
| 1987 | 1988 Inicial | 1988 Final | 1989 |  |

#### Titular Histórico 1990 a 1999
Liga Departamental de Fútbol del Callao y Liga Distrital del Callao
| 1990 | 1992 | 1993 |  |

#### Titular Histórico 2000 a 2013
Liga Distrital del Callao y Liga Departamental de Fútbol del Callao y Copa Perú
| 2002 | 2003 | 2005 | 2006-2007 | 2008 |  |

| 2008/ | 2009-2011 | 2012 | 2013 |  |

#### Titular Histórico 2014 a 2018
Liga Superior del Callao y Liga Distrital del Callao
| 2014 Inicial | 2014 Final | 2015 Inicial | 2015 Final | 2016 inicial | 2016 final |  |

#### Titular Actual 2019 a 2025
Liga Distrital del Callao y Liga Departamental de Fútbol del Callao
| 2019 inicial | 2019 interlud | 2019 final | 2020 inicial | 2020 final | 2021-2025 |  |